# Sistema canadense de escolas residenciais indígenas

No Canadá, o sistema de escolas residenciais indígenas era uma rede de internatos para povos indígenas. A frequência foi obrigatória de 1894 a 1947. A rede foi financiada pelo Departamento de Assuntos Indígenas do Governo Canadense e administrada por igrejas cristãs. O sistema escolar foi criado para isolar as crianças indígenas da influência de sua própria cultura e religião nativas, a fim de assimilá-las à cultura canadense dominante. Durante os mais de cem anos de existência do sistema, cerca de 150 000 crianças foram colocadas em escolas residenciais em todo o país. Na década de 1930, acreditava-se que cerca de 30% das crianças indígenas frequentavam as escolas residenciais. O número de mortes relacionadas às escolas permanece desconhecido devido a registros incompletos. As estimativas variam de 3 200 a mais de 30 000.

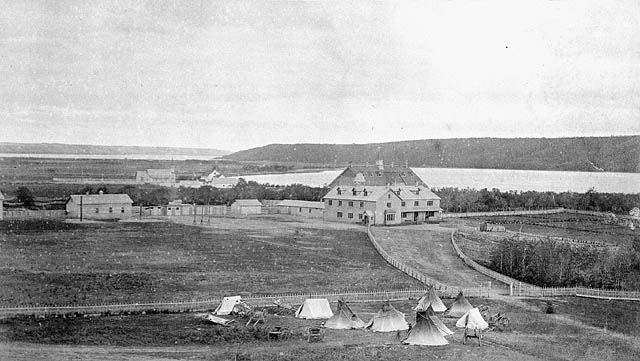
Escola Industrial Indígena Qu'Appelle em Lebret, Assiniboia, Territórios do Noroeste, c. 1885

O sistema teve suas origens em leis promulgadas antes da Confederação, mas foi principalmente ativo a partir da aprovação do Ato Indígena em 1876, sob o primeiro-ministro Alexander MacKenzie. Com o primeiro-ministro John A. Macdonald, o governo adotou o sistema de escolas industriais residenciais semelhante ao dos Estados Unidos, uma parceria entre o governo e várias organizações da Igreja. Uma emenda ao Ato Indígena em 1894, sob o primeiro-ministro Mackenzie Bowell, tornou obrigatória a frequência em escolas diurnas, escolas industriais ou escolas residenciais para crianças das Primeiras Nações. Devido à natureza remota de muitas comunidades, a localização das escolas significava que, para algumas famílias, as escolas residenciais eram a única maneira de cumprir a lei. As escolas foram intencionalmente pensadas para se localizarem a distâncias substanciais das comunidades indígenas, com o objetivo de minimizar o contato entre as famílias e seus filhos. O comissário de assuntos indígenas Hayter Reed defendeu escolas a distâncias maiores para reduzir as visitas familiares, o que ele achava que contrariava os esforços para assimilar as crianças indígenas. As visitas dos pais foram ainda mais restritas pelo uso de um sistema de passe projetado para confinar os povos indígenas às reservas. A última escola residencial financiada pelo governo federal, Kivalliq Hall em Rankin Inlet, fechou em 1997. As escolas funcionavam em todas as províncias e territórios, com exceção do Novo Brunswick e da Ilha do Príncipe Eduardo.

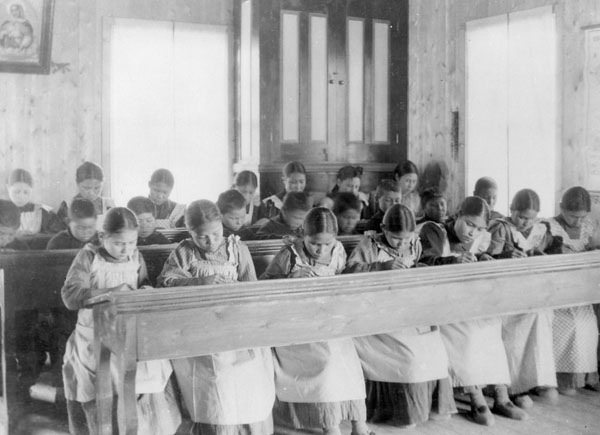
Crianças em uma escola residencial católica romana em Fort Resolution, Territórios do Noroeste

O sistema de escolas residenciais prejudicou significativamente as crianças indígenas, removendo-as de suas famílias, privando-as de suas línguas ancestrais e expondo muitas delas a abusos físicos, psicológicos e sexuais. Os estudantes também foram submetidos à emancipação forçada como cidadãos "assimilados", o que removeu sua identidade legal como indígenas. Desconectados de suas famílias e cultura e forçados a falar inglês ou francês, os alunos que frequentavam o sistema de escolas residenciais muitas vezes se formavam incapazes de se encaixar em suas comunidades, mas permanecendo sujeitos a atitudes racistas na sociedade canadense. O sistema finalmente provou ser bem-sucedido em interromper a transmissão de práticas e crenças indígenas através das gerações. O legado do sistema tem sido associado a um aumento da prevalência de estresse pós-traumático, alcoolismo, abuso de substâncias, suicídio e trauma intergeracional que persistem nas comunidades indígenas até hoje.
Enquanto as comunidades religiosas manifestaram suas primeiras desculpas por seus respectivos papéis no sistema de escolas residenciais no final dos anos 1980 e início dos anos 1990, foi só em 11 de junho de 2008 que primeiro-ministro do país, na época Stephen Harper, ofereceu o primeiro pedido público de desculpas em nome do Governo do Canadá e dos líderes dos outros partidos federais na Câmara dos Comuns. Nove dias antes, a Comissão de Verdade e Reconciliação, em inglês Truth and Reconciliation Commission (TRC), foi criada para descobrir a verdade sobre as escolas. A comissão reuniu cerca de 7 000 declarações de sobreviventes de escolas residenciais por meio de reuniões públicas e privadas em vários eventos locais, regionais e nacionais em todo o Canadá. Sete eventos nacionais realizados entre 2008 e 2013 celebraram a experiência de ex-alunos de escolas residenciais. Em 2015, a TRC foi finalizada com a criação do Centro Nacional para a Verdade e Reconciliação e a publicação de um relatório em vários volumes detalhando os testemunhos de sobreviventes e documentos históricos da época. O relatório da TRC concluiu que o sistema escolar equivaleu a um genocídio cultural. Em 2021, milhares de sepulturas não identificadas foram descobertas no terreno de antigas escolas residenciais e mais continuam a ser vasculhadas.

## História
As tentativas de assimilar os povos indígenas estavam enraizadas no colonialismo imperial, centradas em cosmovisões e práticas culturais europeias, e em um conceito de propriedade da terra baseado na doutrina da descoberta.:47–50
Conforme explicado no resumo executivo do relatório final da Comissão de Verdade e Reconciliação do Canadá (CVR): "Subjacente a esses argumentos estava a crença de que os colonizadores estavam trazendo civilização a povos selvagens que jamais poderiam se civilizar por si mesmos … uma crença de superioridade racial e cultural.":50
Os esforços de assimilação tiveram início já no século XVII, com a chegada de missionários franceses em Nova França.
Esses esforços foram contestados pelas comunidades indígenas, que não estavam dispostas a deixar seus filhos por períodos prolongados.
O estabelecimento de escolas diurnas e internatos por grupos como os Recoletos, os Jesuítas e as Ursulinas foi, em grande parte, abandonado na década de 1690. A instabilidade política e as realidades da vida colonial também influenciaram a decisão de interromper os programas educacionais.
Um aumento no número de crianças coloniais órfãs e abandonadas limitou os recursos das igrejas, enquanto os colonos se beneficiavam de relações favoráveis com os povos indígenas, tanto no comércio de peles da América do Norte quanto em empreendimentos militares.:3:58–60
Os programas educacionais não foram amplamente retomados pelos representantes religiosos até a década de 1820, antes da introdução das operações sancionadas pelo Estado.
Entre esses esforços, destacou-se a escola fundada por John West, missionário anglicano, na Red River Colony no que hoje é Manitoba.:50
Missionários protestantes também abriram escolas residenciais no que hoje é a província de Ontario, difundindo o Cristianismo e incentivando os povos indígenas a adotarem a agricultura de subsistência como forma de evitar o retorno aos seus modos de vida nômades após a formatura.

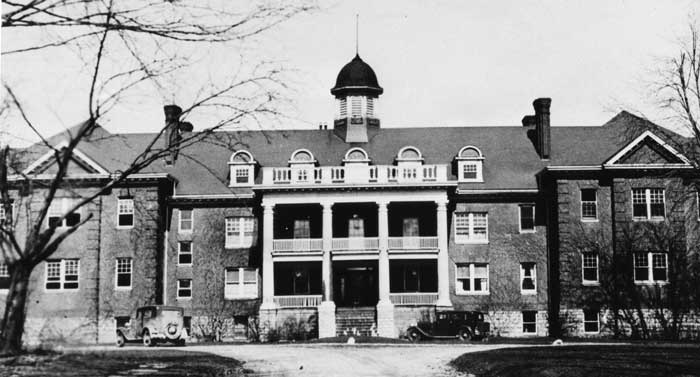
Escola Residencial do Instituto Mohawk, c. 1943

Embora muitas dessas escolas iniciais tenham funcionado por um curto período, os esforços persistiram. A Escola Residencial do Instituto Mohawk, a mais antiga escola residencial em operação contínua no Canadá, foi inaugurada em 1834 em Six Nations of the Grand River perto de Brantford, Ontario. Administrada pela Igreja Anglicana, a instituição foi aberta como o Mechanics' Institute, uma escola diurna para meninos, em 1828, e transformou-se em internato quatro anos depois, quando recebeu seus primeiros internos e passou a admitir alunas. Funcionou até 30 de junho de 1970.
O renovado interesse pelas escolas residenciais no início do século XIX pode ser associado à diminuição da hostilidade militar enfrentada pelos colonos, particularmente após a Guerra de 1812. Com a ameaça de invasão pelas forças americanas minimizada, as comunidades indígenas passaram a ser vistas não como aliadas, mas como obstáculos ao assentamento permanente.:3
Essa mudança também esteve associada à transferência da responsabilidade pelas interações com as comunidades indígenas, que antes recaía sobre oficiais militares, acostumados e simpáticos aos seus costumes, para representantes civis, preocupados unicamente com o assentamento colonial permanente.:73–5
A partir do final do século XIX, o Departamento de Assuntos Indígenas do governo canadense passou a incentivar oficialmente o crescimento do sistema de escolas residenciais, como um componente valioso de uma política mais ampla de integração dos povos indígenas na sociedade canadense de origem europeia.
A CVR concluiu que as escolas, bem como a remoção de crianças de suas famílias, equivaliam a um genocídio cultural, conclusão que ecoou as palavras do historiador John S. Milloy, o qual argumentava que o objetivo do sistema era "matar o índio na criança.":42}}
Ao longo de mais de um século de existência do sistema, aproximadamente 150.000 crianças foram colocadas em escolas residenciais em todo o país.:2–3
Como o sistema foi concebido como um programa de imersão, em muitas escolas as crianças indígenas eram proibidas – e, às vezes, punidas – por falar suas próprias línguas ou praticar suas próprias religiões.
O objetivo principal era converter as crianças indígenas ao Cristianismo e aculturá-las.

Número de escolas e residências 1867–1998

Muitas das escolas residenciais financiadas pelo governo eram administradas por igrejas de várias denominações. Entre 1867 e 1939, o número de escolas em operação simultânea atingiu o pico de 80, em 1931. Dessas escolas, 44 eram operadas por 16 dioceses católicas e cerca de três dúzias de comunidades católicas; 21 eram administradas pela Church of England / Igreja Anglicana do Canadá; 13 eram mantidas pela United Church of Canada e 2 pelos presbiterianos.:682–683
A estratégia de utilizar instalações escolares já estabelecidas por missionários foi adotada pelo governo federal por razões de economia: o governo providenciava as instalações e a manutenção, enquanto as igrejas forneciam professores e seus próprios planos de aula.
Como resultado, o número de escolas por denominação refletia menos a sua presença na população geral do que o legado de seu trabalho missionário.:683

### Envolvimento do Governo
Embora o Ato da América do Norte Britânica, 1867 tenha colocado a educação no Canadá sob a jurisdição dos governos provinciais, os povos indígenas e seus tratados ficaram sob a jurisdição do governo federal.
Como condição de vários tratados, o governo federal comprometeu-se a prover a educação indígena. As escolas residenciais eram financiadas sob a Indian Act, por meio do que então era o Departamento do Interior.
Adotada em 1876 como Uma Lei para alterar e consolidar as leis relativas aos Índios, ela consolidou todas as leis anteriores que colocavam as comunidades, as terras e as finanças indígenas sob controle federal.
Conforme explicado pela CVR, a lei "fez dos índios pupilos do Estado, incapazes de votar nas eleições provinciais ou federais ou de ingressar em profissões se não renunciassem ao seu status, e limitou severamente sua liberdade de participar de práticas espirituais e culturais.":110
O relatório encomendado pelo Governador Geral Charles Bagot, intitulado Relatório sobre os assuntos dos Índios no Canadá:12–17
Conhecido como o Relatório Bagot, ele é considerado o documento fundamental para o sistema federal de escolas residenciais.
O relatório contou com o apoio de James Bruce, 8th Earl of Elgin, que se impressionara com as escolas industriais nas Antilhas, e de Egerton Ryerson, que na época era o Superintendente Chefe de Educação na Alta Canadá.:15
Essa carta foi publicada em 1898 como um apêndice de um relatório maior intitulado Estatísticas relativas às escolas indígenas.
O Gradual Civilization Act de 1857 e o Gradual Enfranchisement Act de 1869 formaram as bases para esse sistema antes da Confederação.
Essas leis presumiam a superioridade inerente dos modos de vida francês e britânico, bem como a necessidade de que os povos indígenas se tornassem falantes de francês ou inglês, cristãos e agricultores.
Na época, muitos líderes indígenas defendiam a revogação dessas leis.
O Gradual Civilization Act concedia 50 acre(s)s (200 000 m2) de terra a qualquer homem indígena considerado "suficientemente avançado nos ramos elementares da educação" e o tornava automaticamente cidadão, removendo qualquer afiliação tribal ou direitos decorrentes de tratados.:18
Com essa legislação, e por meio da criação das escolas residenciais, o governo acreditava que os povos indígenas poderiam, eventualmente, ser assimilados pela população geral.
As parcelas individuais de terra exigiriam mudanças no sistema comunal de reservas, algo fortemente contestado pelos governos das Primeiras Nações.:18–19
Em janeiro de 1879, John A. Macdonald, Primeiro-Ministro do que então era o Canadá pós-Confederação, comissionou o político Nicholas Flood Davin para redigir um relatório sobre o sistema de internatos industriais para índios nos Estados Unidos.:154
Hoje conhecido como o Relatório Davin, o Relatório sobre as Escolas Industriais para Índios e Meio-Sangues foi submetido a Ottawa em 14 de março de 1879 e defendeu uma abordagem cooperativa entre o governo canadense e a igreja para implementar a assimilação perseguida pelo Presidente dos Estados Unidos Ulysses S. Grant.:1
O relatório de Davin baseou-se fortemente em dados obtidos por meio de consultas com oficiais do governo e representantes das Cinco Tribos Civilizadas em Washington, DC, e com representantes da igreja em Winnipeg, Manitoba.
Ele visitou apenas uma escola diurna industrial, em Minnesota, antes de submeter suas conclusões.:154–8
Em seu relatório, Davin concluiu que a melhor forma de assimilar os povos indígenas era começar pelas crianças, em um ambiente residencial, longe de suas famílias.:157:12
As conclusões de Davin foram apoiadas por Vital-Justin Grandin, que acreditava que, embora a probabilidade de civilizar adultos fosse baixa, havia esperança no caso das crianças indígenas.
Em uma carta ao Ministro de Obras Públicas Hector-Louis Langevin, ele explicou que o melhor caminho seria fazer com que as crianças "levassem uma vida diferente da de seus pais e as fizessem esquecer os costumes, hábitos e a língua de seus ancestrais.":159
Em 1883, o Parlamento aprovou $43.000 para três escolas industriais e a primeira, a Battleford Industrial School, foi inaugurada em 1º de dezembro daquele ano.
Em 1900, havia 61 escolas em operação.:161
O governo começou a adquirir internatos administrados por igrejas na década de 1920.
Durante esse período, os custos de capital das escolas passaram a ser assumidos pelo governo, deixando as funções administrativas e instrucionais para os representantes das igrejas.
A esperança era que, ao reduzir os gastos com instalações, os administradores das igrejas pudessem oferecer uma instrução e um suporte de melhor qualidade aos alunos.
Embora o governo estivesse disposto – e de fato adquirisse – escolas das igrejas, muitas foram obtidas gratuitamente, pois o estado avançado de degradação dos edifícios significava que estes não tinham valor econômico.
As escolas continuaram a ser mantidas pelas igrejas nos casos em que não se chegava a um acordo com os oficiais do governo, sob o entendimento de que o governo providenciaria o suporte para os custos de capital.
Esse entendimento acabou se mostrando complicado devido à ausência de acordos escritos que definissem a extensão e a natureza desse suporte, bem como as aprovações necessárias para realizar reformas e reparos onerosos.:240
Na década de 1930, os oficiais do governo reconheceram que o sistema de escolas residenciais era financeiramente insustentável e não cumpria o objetivo de treinar e assimilar crianças indígenas à sociedade canadense de origem europeia.
Robert Hoey, Superintendente de Bem-Estar e Treinamento da Divisão de Assuntos Indígenas do Departamento Federal de Minas e Recursos, opôs-se à expansão de novas escolas, afirmando em 1936 que "construir instituições educacionais, especialmente escolas residenciais, enquanto os recursos disponíveis são insuficientes para manter as escolas já erguidas em condições adequadas de conservação, é, para mim, algo muito imprudente e de difícil justificativa.":3
Ele propôs a expansão das escolas diurnas, uma abordagem para educar crianças indígenas que continuaria a perseguir após ser promovido a diretor da divisão de bem-estar e treinamento em 1945.
A proposta foi resistida pela United Church, pela Igreja Anglicana e pelos Missionários Oblatos de Maria Imaculada, que acreditavam que a solução para o fracasso do sistema não seria a reestruturação, mas sim sua intensificação.:3–5
Entre 1945 e 1955, o número de estudantes das Primeiras Nações em escolas diurnas administradas por Assuntos Indígenas expandiu de 9.532 para 17.947.
Esse crescimento na população estudantil foi acompanhado por uma emenda à Indian Act, em 1951, que permitiu que os oficiais federais firmassem acordos com os governos provinciais, territoriais e conselhos escolares a respeito da educação dos alunos indígenas no sistema de escolas públicas.
Essas mudanças marcaram a transição da política governamental, da educação orientada para a assimilação nas escolas residenciais para a integração dos estudantes indígenas nas escolas públicas.:71
Apesar da mudança de política da assimilação educacional para a integração, a remoção de crianças indígenas de suas famílias pelos oficiais do Estado continuou durante grande parte das décadas de 1960 e 1970.:147
Essas remoções foram decorrentes da inclusão, em 1951, da seção 88 da Indian Act, que permitia a aplicação das leis provinciais aos povos indígenas que viviam em reservas, na ausência de leis federais.
A mudança incluiu também a supervisão do bem-estar infantil.
Sem a exigência de treinamento especializado quanto às tradições ou modos de vida das comunidades em que ingressavam, os oficiais provinciais avaliavam o bem-estar das crianças indígenas com base em valores euro-canadenses que, por exemplo, consideravam as dietas tradicionais de caça, pesca e frutos silvestres insuficientes, justificando, assim, a retirada das crianças de suas famílias.
Esse período resultou na remoção generalizada de crianças indígenas de suas comunidades tradicionais, termo que inicialmente ficou conhecido como Sixties Scoop, cunhado por Patrick Johnston, autor do relatório de 1983 Native Children and the Child Welfare System.
Frequentemente, as crianças eram retiradas sem o consentimento de seus pais ou anciãos comunitários; algumas eram encaminhadas para instituições estatais de proteção à criança, cada vez mais operadas em antigos internatos residenciais, enquanto outras eram colocadas em lares de acolhimento ou adotadas por famílias predominantemente não indígenas em todo o Canadá e Estados Unidos.
Embora o Indian and Northern Affairs estimasse que 11.132 crianças foram adotadas entre 1960 e 1990, o número real pode chegar a 20.000.:182
Em 1969, após anos de partilha de poder com as igrejas, o DIA assumiu o controle exclusivo do sistema de escolas residenciais.:79–84
A última escola residencial financiada pelo governo federal, Kivalliq Hall, em Rankin Inlet, foi encerrada em 1997.
As escolas residenciais funcionaram em todas as províncias e territórios canadenses, com exceção de New Brunswick e Prince Edward Island.
Estima-se que o número de escolas residenciais atingiu seu pico no início da década de 1930, com 80 escolas e mais de 17.000 alunos matriculados.
Acredita-se que cerca de 150.000 crianças tenham frequentado uma escola residencial ao longo da existência do sistema.:2–3

### Resistência Parental e Frequência Obrigatória

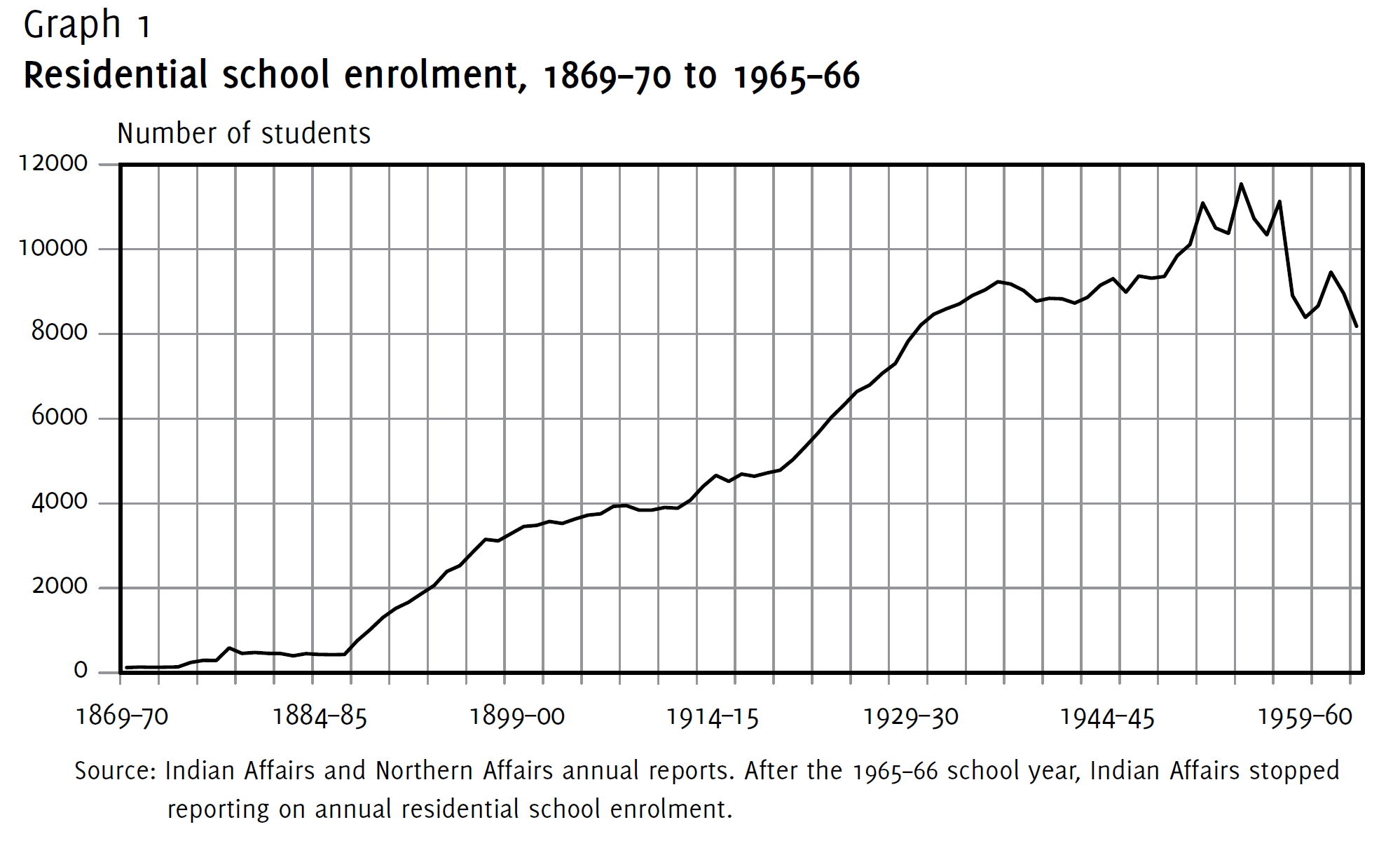
Matrícula 1869–1960

Alguns pais e famílias de crianças indígenas resistiram ao sistema de escolas residenciais durante toda a sua existência.
Crianças eram mantidas fora das escolas e, em alguns casos, escondidas de oficiais do governo encarregados de recolher crianças nas reservas.
Os pais frequentemente defendiam o aumento do financiamento para as escolas, inclusive a implantação de escolas diurnas localizadas centralmente para melhorar o acesso a seus filhos, e faziam reiteradas solicitações de melhorias na qualidade da educação, da alimentação e das vestimentas fornecidas nas escolas.
As reivindicações por esclarecimentos acerca de denúncias de abuso eram frequentemente desconsideradas como artifícios de pais que queriam manter seus filhos em casa, com os oficiais do governo e das escolas posicionados como os que sabiam o que era melhor.:669–674
Em 1894, emendas à Indian Act tornaram obrigatória a frequência em escola diurna, caso houvesse uma escola diurna na reserva onde a criança residisse, para crianças indígenas com status entre 7 e 16 anos de idade.
As mudanças incluíam uma série de isenções quanto à localização da escola, à saúde das crianças e à conclusão prévia de exames escolares.:254–255
Em 1908, a faixa etária passou a ser de 6 a 15 anos.:261
A obrigatoriedade da frequência em escola diurna na reserva foi resultado da pressão dos representantes missionários.
Dependentes de cotas de matrícula para garantir o financiamento, esses representantes enfrentavam dificuldades para atrair novos alunos devido às condições cada vez piores das escolas.:128
A introdução da Family Allowance Act em 1945 estipulava que crianças em idade escolar precisavam estar matriculadas para que as famílias se qualificassem ao "bônus para bebês", coagulando ainda mais os pais indígenas a fazerem com que seus filhos frequentassem a escola.:170

## Condições

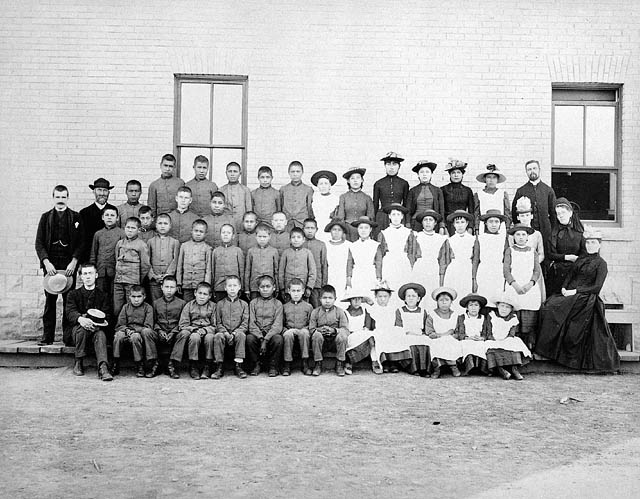
Escola Industrial Indígena de St. Paul's, Middlechurch, Manitoba, 1901

Os estudantes do sistema de escolas residenciais enfrentaram uma infinidade de abusos cometidos por professores e administradores, incluindo agressões sexuais e físicas.
Eles sofreram com a desnutrição e com uma disciplina severa que não seria tolerada em nenhum outro sistema escolar canadense.:14
A punição corporal era frequentemente justificada com base na crença de que era a única forma de salvar almas ou punir e desestimular a fuga – cujos ferimentos ou óbitos, decorrentes dos esforços para retornar para casa, tornavam-se responsabilidade legal da escola.
O superlotação, a má higiene, o aquecimento inadequado e a falta de cuidados médicos ocasionavam altas taxas de influenza e de tuberculose; em uma escola, a taxa de mortalidade chegou a 69 por cento.
Políticas federais que vinculavam o financiamento ao número de matrículas levaram à inclusão de crianças doentes para aumentar os números, o que acabou introduzindo e disseminando doenças.
O problema das crianças não saudáveis foi ainda agravado pelas próprias condições das escolas – superlotação, má ventilação, qualidade da água e dos sistemas de esgoto.:83–89
Até o final dos anos 1950, quando o governo federal passou a adotar um modelo de integração em escolas diurnas, as escolas residenciais eram gravemente subfinanciadas e frequentemente dependiam do trabalho forçado de seus alunos para manter suas instalações, embora isso fosse apresentado como treinamento para habilidades artesanais.
O trabalho era árduo e comprometia severamente o desenvolvimento acadêmico e social dos estudantes.
Os livros e manuais escolares eram, em sua maioria, extraídos dos currículos das escolas públicas financiadas pelas províncias, destinadas a alunos não indígenas, e os professores das escolas residenciais eram frequentemente mal treinados ou preparados.
Durante esse período, cientistas do governo canadense realizaram testes nutricionais com os estudantes, mantendo alguns deles desnutridos como grupo controle.
Detalhes dos maus-tratos aos alunos foram publicados inúmeras vezes ao longo do século XX por oficiais do governo que reportavam as condições das escolas, e em processos civis movidos por sobreviventes em busca de compensação pelos abusos sofridos.
As condições e os impactos das escolas residenciais também foram expostos na cultura popular já em 1967, com a publicação de "A Morte Solitária de Chanie Wenjack", por Ian Adams na Maclean's, e com o Pavilhão dos Índios do Canadá na Expo 67.
Na década de 1990, investigações e memórias de ex-alunos revelaram que muitos estudantes dessas escolas foram submetidos a abusos físicos severos, abusos psicológicos e abuso sexual por parte de funcionários escolares e de alunos mais velhos.
Entre os ex-alunos que se manifestaram estava Phil Fontaine, então Grande Chefe da Assembleia de Chefes de Manitoba, que em outubro de 1990 discutiu publicamente os abusos que ele e outros sofreram enquanto frequentavam a Fort Alexander Indian Residential School.:129–130
Após o fechamento da maioria das escolas pelo governo, na década de 1960, o trabalho de ativistas e historiadores indígenas levou a uma maior conscientização do público sobre os danos causados pelas escolas, bem como a pedidos formais de desculpas por parte do governo e das igrejas e a um acordo legal.
Essas conquistas foram resultado da persistente organização e advocacia das comunidades indígenas para chamar atenção ao legado de abusos do sistema de escolas residenciais, incluindo sua participação nas audiências da Comissão Real sobre os Povos Aborígenes.:551–554

### Financiamento
A Comissão de Verdade e Reconciliação lista três razões para a decisão do governo federal de estabelecer as escolas residenciais:
1. Fornecer aos povos aborígenes habilidades para participar de uma economia baseada no mercado.
2. Promover a assimilação política, na esperança de que os estudantes educados renunciassem ao seu status e não retornassem às suas reservas ou famílias.
3. As escolas eram "motores de mudança cultural e espiritual", onde "selvagens" deveriam emergir como "homens brancos" cristãos.[51]:29

Além dessas três, a Comissão destacou um elemento de segurança nacional e citou Andsell Macrae, comissário de Assuntos Indígenas: "é improvável que qualquer Tribo ou Tribos causem problemas de natureza séria para um Governo cujos membros tenham crianças completamente sob o controle do Governo.":29

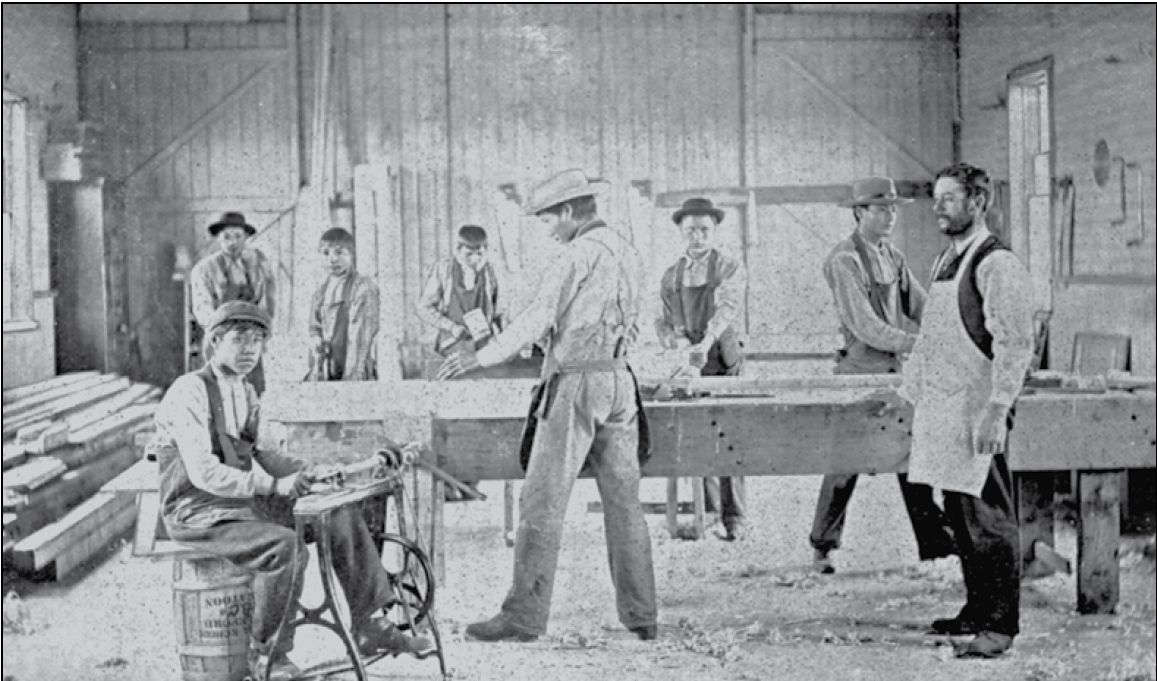
Oficina de carpintaria da Battleford Industrial School, administrada pela Igreja Anglicana, c. 1894.

O governo federal buscou reduzir custos adotando o sistema de escolas industriais residenciais dos Estados Unidos.
O Comissário Indígena Edgar Dewdney aspirava que as escolas residenciais, por meio do trabalho forçado, se tornassem financeiramente independentes alguns anos após sua inauguração.
O governo acreditava que, através do sistema industrial e dos baixos custos de mão de obra dos funcionários missionários, seria possível "operar um sistema de escolas residenciais de forma praticamente gratuita.":30–31
Esperava-se que os alunos "produzissem, cultivassem e preparassem a maior parte dos alimentos que consumiam, fabricassem e consertassem grande parte de suas roupas e mantivessem as escolas."
A maioria das escolas seguia um sistema em que os estudantes estudavam metade do dia e realizavam "treinamento vocacional" na outra metade.:48
Esse sistema fracassou e as escolas nunca se tornaram autossustentáveis.:30
Em 1891, o governo reduziu os já baixos salários, deixou de cobrir os custos operacionais e implementou um valor fixo de financiamento por aluno.
Essa política incentivou a competição e a admissão de alunos considerados "muito jovens ou muito doentes".
O subfinanciamento crônico gerou uma crise de saúde nas escolas e uma crise financeira nos grupos missionários.
Em 1911, na tentativa de mitigar a crise de saúde, o governo federal aumentou o subsídio per capita.
Contudo, esse financiamento não foi ajustado conforme a inflação.
Na década de 1930, durante a Grande Depressão e a Segunda Guerra Mundial, o subsídio foi reiteradamente reduzido e, em 1937, a média do subsídio per capita era de apenas US\$180 por aluno, por ano.
Para efeito comparativo, os custos per capita de instituições semelhantes eram:
– Manitoba School for the Deaf: US\$642
– Manitoba School for Boys: US\$550
– Chilocco Indian Agricultural School (EUA): US\$350.
A Child Welfare League of America afirmou que os custos per capita para "instituições bem administradas" variavam entre US\$313 e US\$541; o Canadá estava pagando 57,5% do valor mínimo.
Alterações nos custos per capita só ocorreram na década de 1950, sendo consideradas insignificantes.
Em 1966, os custos per capita das escolas residenciais em Saskatchewan variavam entre US\$694 e US\$1.193, o que representava 7–36% do que outras instituições canadenses de bem-estar infantil pagavam (US\$3.300 a US\$9.855) e 5–25% do que os cuidados residenciais nos EUA pagavam (US\$4.500 a US\$14.059).:30–31
Os oficiais do governo acreditavam que, uma vez que muitos funcionários pertenciam a ordens religiosas com votos de pobreza ou a organizações missionárias, a remuneração era relativamente secundária.
Assim, quase todos os funcionários eram mal pagos, e as escolas enfrentavam dificuldades para recrutar e manter seu quadro de pessoal.
Em 1948, C.H. Birdsall, presidente do comitê da United Church responsável pela escola de Edmonton, referindo-se à falta de financiamento para salários, alojamento e equipamentos, afirmou que era "duvidoso que o trabalho atual com crianças indígenas pudesse ser propriamente chamado de educação."
Naquele mesmo ano, os funcionários em tempo integral da escola de Sechelt recebiam US\$1.800, enquanto na década de 1960 os funcionários da escola Christie eram remunerados com US\$50 por mês.:92
O sistema de subsídio per capita reduziu drasticamente a qualidade da educação.
O Superintendente Indígena da Colúmbia Britânica, Arthur Wellesley Vowell, em resposta a um de seus agentes que sugerira a aprovação apenas de professores qualificados, afirmou que isso exigiria maior financiamento e que Assuntos Indígenas não "considerava pedidos de aumento de subsídios para internatos e escolas industriais indígenas."
A remuneração era tão baixa, em comparação com as escolas provinciais, que muitos professores careciam de qualquer qualificação pedagógica.:44
Os cortes federais de financiamento durante a Grande Depressão fizeram com que os alunos arcassem com as consequências.
Em 1937, na Kamloops Indian Residential School, a produção de leite do rebanho leiteiro foi reduzida em 50%.
O governo federal recusou-se a financiar a construção de um celeiro adicional para aumentar a produção de leite e isolar os animais doentes.
Mesmo entre os rebanhos leiteiros de outras escolas, o financiamento era tão baixo que o leite era processado, servindo-se "leite desnatado para as crianças" e a gordura sendo transformada em produtos lácteos vendidos para financiar as escolas.
Em 1939, a escola presbiteriana em Kenora começou a cobrar dos alunos 10 centavos por pão, até que o agente indígena ordenou a suspensão dessa cobrança.:57–58

### Visitação Familiar
Pais e familiares viajavam regularmente até as escolas, muitas vezes acampando nas proximidades para ficar mais perto de seus filhos.
Tantos pais faziam essa viagem que o Comissário Indígena Hayter Reed argumentou que as escolas deveriam ser realocadas para áreas mais distantes das reservas, dificultando as visitas.:601–604
Ele também se opôs a permitir que as crianças retornassem para casa durante as férias e intervalos escolares, pois acreditava que essas viagens interrompiam o processo de assimilação.
As visitas, para aqueles que conseguiam realizá-las, eram rigorosamente controladas pelos funcionários das escolas, de forma semelhante aos procedimentos aplicados no sistema prisional.
Em alguns casos, as escolas negavam completamente aos pais o acesso a seus filhos.
Outras vezes, exigiam que as famílias se reunissem com os funcionários da escola e se comunicassem somente em inglês; pais que não dominavam o idioma não conseguiam dialogar com seus filhos.
Os obstáculos para as visitas eram ainda agravados pelo sistema de passes.
Introduzido por Reed, sem respaldo legislativo, o sistema de passes restringia e monitorava de perto o deslocamento dos povos indígenas para fora das reservas.:601–604
Criado em 1885 como resposta à North-West Rebellion, e posteriormente substituído por autorizações, o sistema visava impedir que os indígenas deixassem as reservas sem um passe emitido por um agente indígena local.

### Estilo de Instrução e Resultados

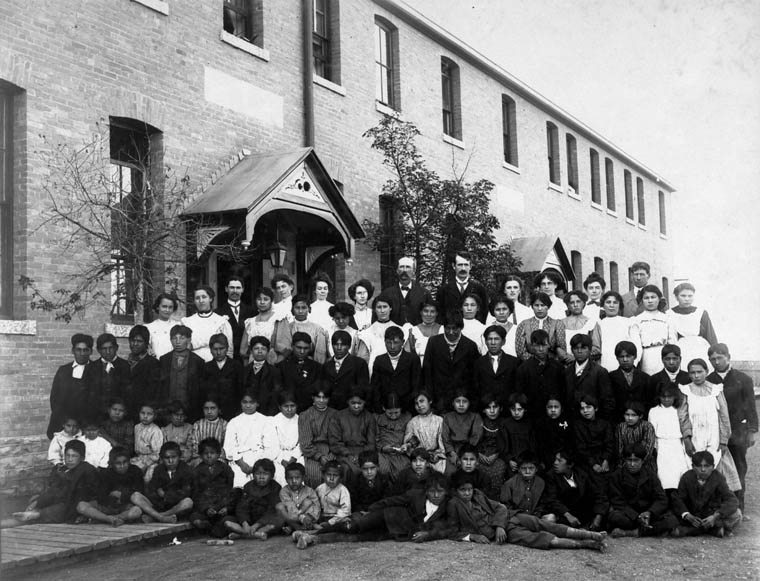
Fotografia em grupo da escola residencial, Regina, Saskatchewan, 1908

A instrução fornecida aos alunos estava fundamentada em uma abordagem institucional e europeia da educação, diferindo drasticamente da criação de crianças nos sistemas de conhecimento tradicional, baseados no modelo "observar, ouvir e aprender".
A punição corporal e a perda de privilégios caracterizavam o sistema de escolas residenciais, enquanto as abordagens indígenas tradicionais para a educação privilegiavam orientações positivas para o comportamento desejado, por meio de brincadeiras, narração de histórias e cerimônias ritualizadas.:15–21
Enquanto estavam na escola, muitas crianças passaram até 10 meses sem contato com suas famílias, e, em alguns casos, ficaram anos sem qualquer comunicação.
O impacto desse distanciamento familiar foi agravado pelo fato de que os alunos eram desencorajados ou proibidos de falar línguas indígenas, mesmo entre si e fora da sala de aula, para que aprendessem inglês ou francês e esquecessem suas próprias línguas.
Em algumas escolas, os alunos eram submetidos à violência física por falarem suas línguas ou por praticarem religiões não cristãs.
A maioria das escolas operava com o objetivo declarado de proporcionar aos alunos o treinamento vocacional e as habilidades sociais necessárias para conseguir emprego e se integrar à sociedade canadense após a formatura.
Na prática, esses objetivos eram alcançados de forma deficiente e inconsistente.
Muitos graduados não conseguiam emprego devido à formação educacional precária.
O retorno para casa era igualmente difícil, em razão da falta de familiaridade com sua própria cultura e, em alguns casos, da incapacidade de se comunicar com os familiares em sua língua tradicional.
Em vez de conquistas intelectuais, era frequentemente a aparência física e o vestuário – semelhantes aos dos adolescentes urbanos da classe média – ou a promoção de uma ética cristã, que eram utilizados como sinais de uma assimilação bem-sucedida.
Não havia evidência de que os alunos que frequentavam a escola alcançassem maior sucesso financeiro do que aqueles que não frequentavam.:164–172, 194–199
Como afirmou o pai de um aluno que frequentou a Battleford Industrial School, em Saskatchewan, por cinco anos:
"Ele não sabe ler, falar ou escrever em inglês, tendo passado quase todo o tempo cuidando e pastoreando gado, em vez de aprender um ofício ou receber outra forma de educação. Esse tipo de trabalho ele só conseguiria em casa."

### Experimentação
Pesquisas acadêmicas e o relatório final da Comissão de Verdade e Reconciliação apresentam evidências de que os alunos foram incluídos em diversos experimentos científicos sem o seu conhecimento, sem seu consentimento e sem o consentimento de seus pais.
Esses experimentos incluem experimentos nutricionais
que envolveram a intencional desnutrição de crianças, testes com vacinas – como a vacina BCG –
além de estudos sobre percepção extra-sensorial, suplementos dietéticos de vitamina D, amebicidas, isoniazida, hemoglobina, enurese e dermatoglifia.

## Taxas de Mortalidade

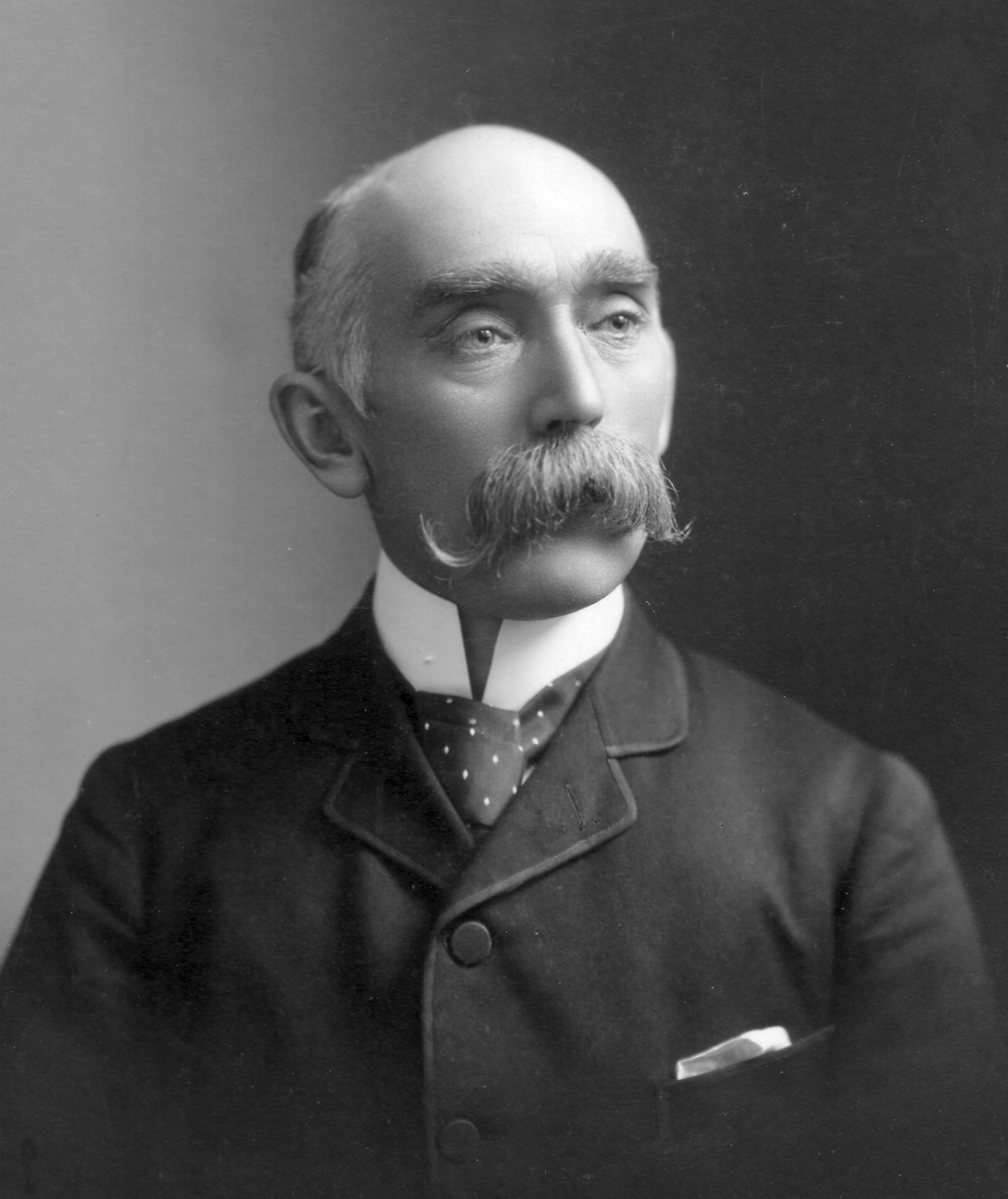
Oficial médico-chefe Peter Bryce (1890)

Mortes em escolas residenciais eram comuns e têm sido associadas a instalações mal construídas e mal mantidas.:92–101
O número exato de óbitos permanece desconhecido devido à inconsistência dos relatos dos responsáveis pelas escolas e à destruição dos registros médicos e administrativos, em conformidade com as políticas de retenção e disposição dos registros do governo.:92–93
Pesquisas da CVR revelaram que pelo menos 3.201 estudantes haviam morrido, majoritariamente por causa de doenças.:92
O presidente da CVR, o juiz Murray Sinclair, sugeriu que o número de mortes pode ultrapassar 6.000.
A vasta maioria dos óbitos ocorreu antes da década de 1950.

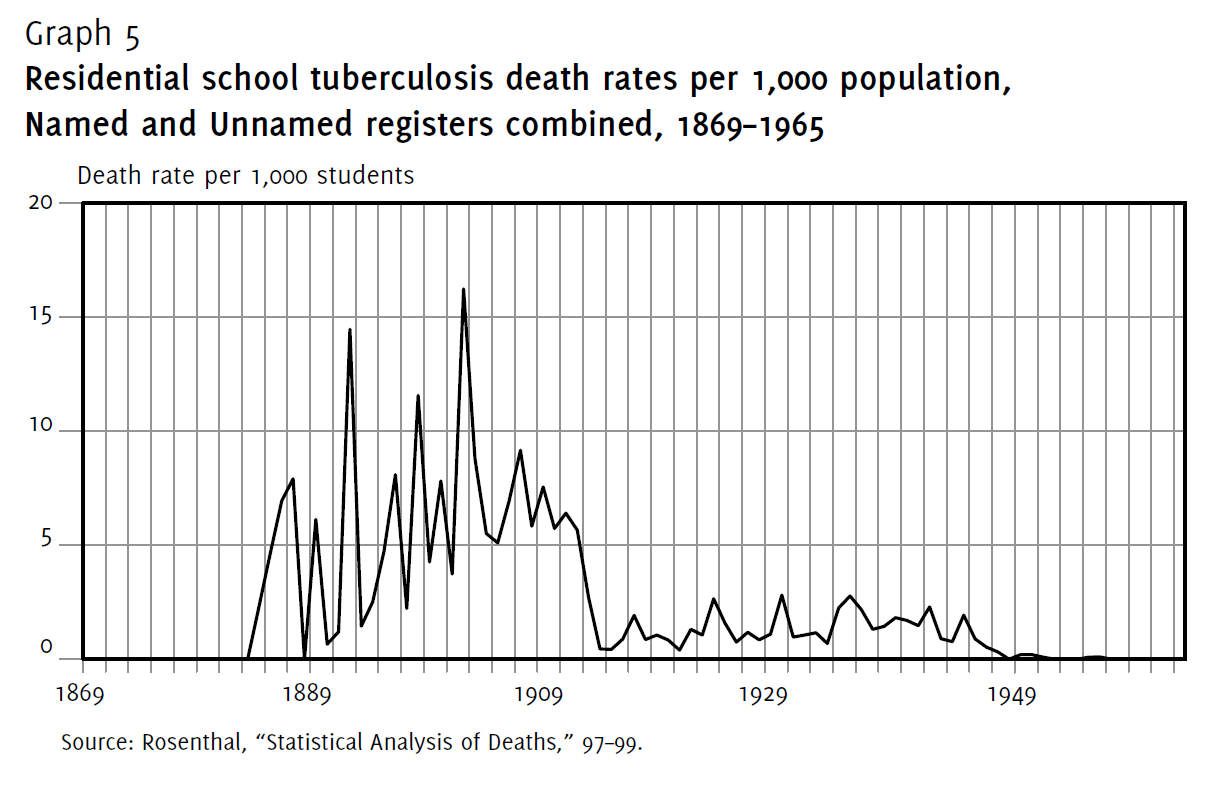
Taxas de mortalidade por tuberculose em escolas residenciais (1869–1965)

O Relatório Anual de 1906 do Departamento de Assuntos Indígenas, apresentado pelo oficial médico-chefe Peter Bryce, destacou que "a população indígena do Canadá possui uma taxa de mortalidade mais que o dobro daquela de toda a população, e, em algumas províncias, mais que três vezes.":97–98:275
Entre as causas que ele mencionou estava a doença infecciosa da tuberculose, bem como o papel das escolas residenciais na disseminação da doença devido à má ventilação e ao rastreamento médico.:97–98:275–276

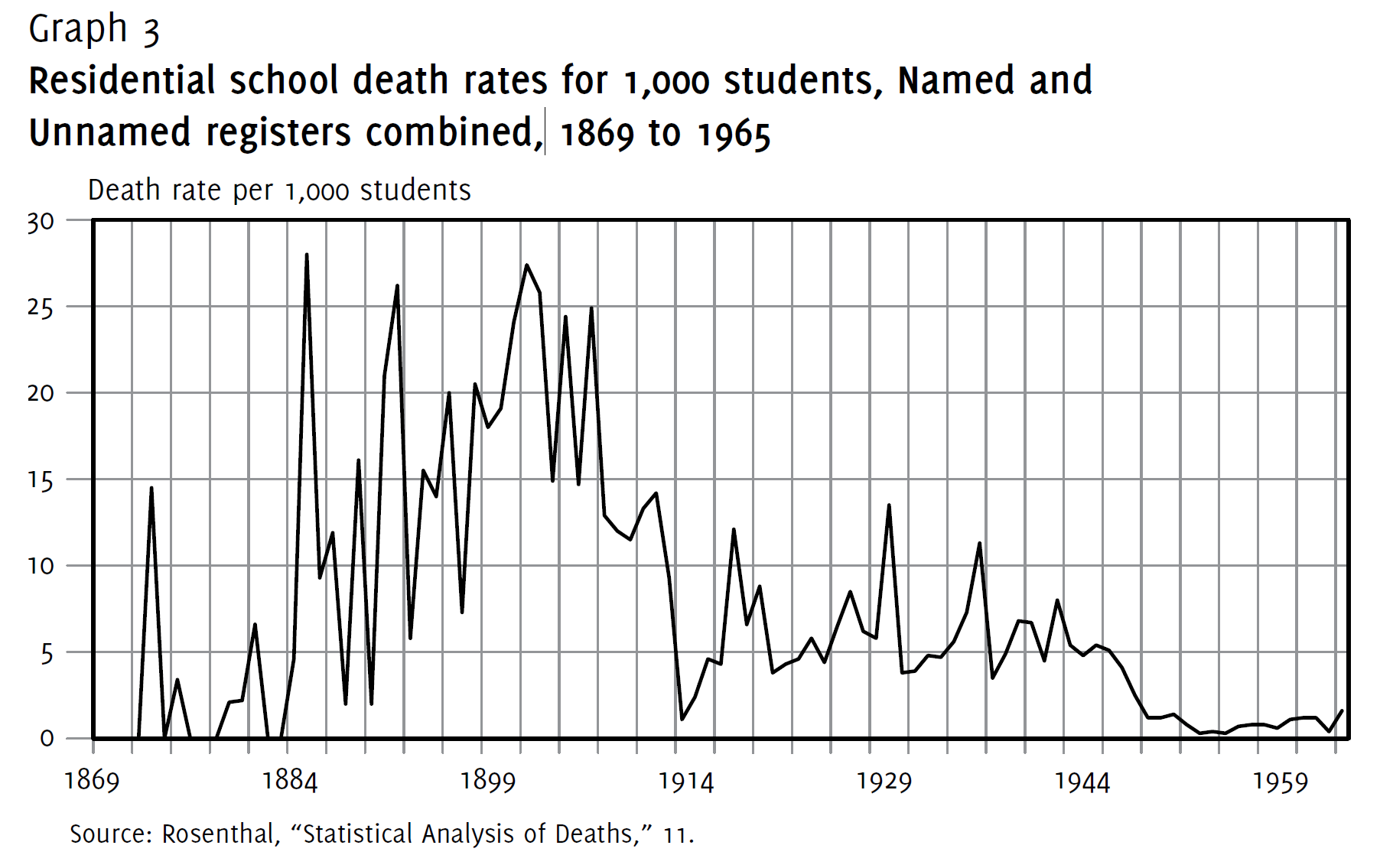
Taxas de mortalidade por 1.000 alunos em escolas residenciais (1869–1965)

Em 1907, Bryce relatou sobre as condições das escolas residenciais de Manitoba e do Noroeste: "Criamos uma situação tão perigosa para a saúde que frequentemente me surpreendia que os resultados não fossem ainda piores do que os dados estatísticos indicavam.":18
Em 1909, Bryce relatou que, entre 1894 e 1908, as taxas de mortalidade em algumas escolas residenciais do oeste do Canadá variaram entre 30% e 60% ao longo de cinco anos (isto é, cinco anos após o ingresso, 30% a 60% dos alunos haviam morrido, ou 6% a 12% ao ano).
Essas estatísticas só se tornaram públicas em 1922, quando Bryce, já afastado do serviço governamental, publicou A História de um Crime Nacional: Sendo um Registro das Condições de Saúde dos Índios do Canadá de 1904 a 1921.
Em particular, ele alegou que as altas taxas de mortalidade poderiam ter sido evitadas se crianças saudáveis não tivessem sido expostas àquelas com tuberculose.
Na época, nenhum antibiótico havia sido identificado para tratar a doença, o que agravou o impacto da enfermidade.
A Streptomicina, o primeiro tratamento eficaz, só foi introduzida em 1943.:381

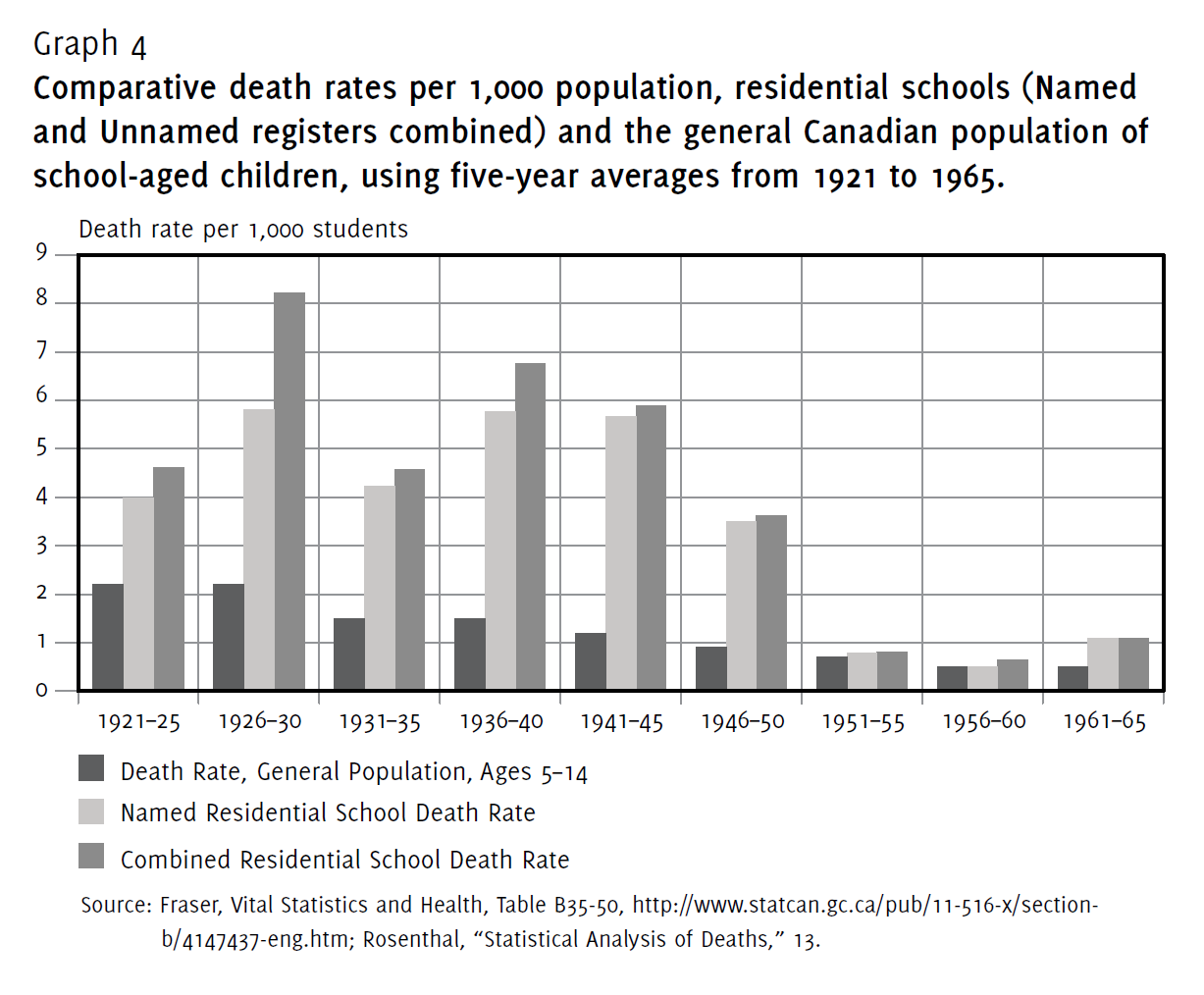
Taxas comparativas de mortalidade por 1.000 para crianças em idade escolar no Canadá (1921–1965)

Em 1920 e 1922, o médico de Regina, F. A. Corbett, foi comissionado para visitar as escolas no oeste do país e encontrou resultados semelhantes aos relatados por Bryce. Na escola da Ermineskin em Hobbema, Alberta, ele constatou que 50 por cento das crianças tinham tuberculose.:98 Na Sarcee Boarding School, perto de Calgary, ele observou que todos os 33 alunos estavam “muito abaixo mesmo de um padrão aceitável de saúde” e "[t]odos menos quatro estavam infectados com tuberculose".:99 Em uma sala de aula, ele encontrou 16 crianças doentes, muitas à beira da morte, que eram forçadas a assistir às aulas.:99
Em 2011, refletindo sobre a pesquisa da Comissão de Verdade e Reconciliação (TRC), o juiz Sinclair disse ao The Toronto Star: "Crianças desaparecidas – essa é a grande surpresa para mim... Que um número tão grande de crianças tenha morrido nas escolas. Que a informação sobre suas mortes não tenha sido comunicada de volta às suas famílias."

### Crianças desaparecidas e sepulturas não marcadas
A Comissão de Verdade e Reconciliação escreveu que a política dos Assuntos Indígenas era recusar o retorno dos corpos das crianças para suas casas devido aos custos associados, exigindo, em vez disso, que as escolas arcassem com o custo dos sepultamentos.:70 A TRC concluiu que pode ser impossível identificar o número de mortes ou crianças desaparecidas, em parte devido à prática de enterrar os alunos em sepulturas não marcadas.
O trabalho se complica ainda mais por um padrão de má manutenção dos registros por parte dos responsáveis pelas escolas e pelo governo, que negligenciaram manter números confiáveis sobre o número de crianças que morreram ou onde foram enterradas. Embora a maioria das escolas possuísse cemitérios no local, sua localização e extensão continuam difíceis de determinar, pois cemitérios originalmente marcados foram posteriormente demolidos, intencionalmente ocultados ou construídos sobre.

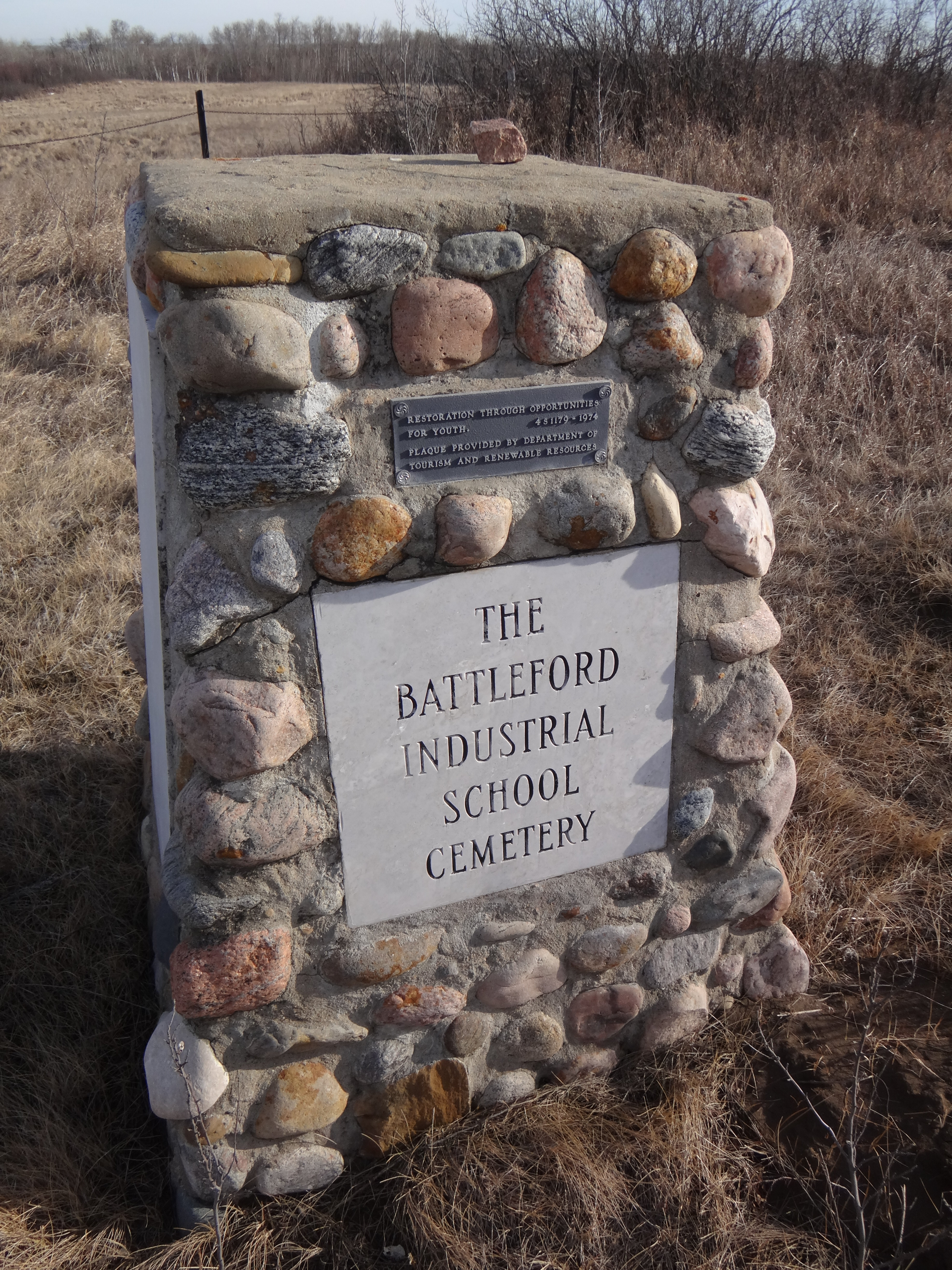
Um monumento erguido em 1975 marcando o cemitério da Battleford Industrial School

O quarto volume do relatório final da TRC, dedicado às crianças desaparecidas e aos sepultamentos não marcados, foi desenvolvido após os membros originais da comissão perceberem, em 2007, que a questão exigia seu próprio grupo de trabalho. Em 2009, a TRC solicitou US$ 1,5 milhão em financiamento extra do governo federal para concluir esse trabalho, mas foi negada.:1 Os pesquisadores concluíram, após investigar áreas próximas às escolas utilizando imagens de satélite e mapas, que, "em sua maioria, os cemitérios que a Comissão documentou estão abandonados, em desuso e vulneráveis a perturbações acidentais".
Em maio de 2021, um possível local de sepultamento foi encontrado na Kamloops Indian Residential School em Kamloops, Colúmbia Britânica, nas terras da Primeira Nação Tkʼemlúps te Secwépemc. O local foi identificado com o auxílio de um especialista em radar de penetração no solo e a Chefe Tk’emlúps te Secwepemc, Rosanne Casimir, escreveu que o local não estava documentado e que trabalhos estavam em andamento para determinar se registros relacionados eram mantidos no Museu Real da Colúmbia Britânica. Em maio de 2024, nenhuma remanescência foi escavada.
Em 23 de junho de 2021, o radar de penetração no solo sugeriu a presença de aproximadamente 751 sepulturas não marcadas no local da Marieval Indian Residential School em Marieval, Saskatchewan, nas terras da Cowessess First Nation. Algumas dessas sepulturas são anteriores ao estabelecimento da escola residencial. Em 24 de junho de 2021, o Chefe Cadmus Delorme da Cowessess First Nation realizou uma coletiva de imprensa virtual. De 2 a 23 de junho, eles encontraram aproximadamente 751 sepulturas não marcadas. Delorme continuou afirmando:
Este não é um local de vala comum, são sepulturas não marcadas... em 1960, pode ser que houvesse marcações nessas sepulturas. Os representantes da Igreja Católica removeram essas lápides e hoje são sepulturas não marcadas... a máquina apresenta um erro de 10 a 15 por cento... sabemos que há pelo menos 600... Não podemos afirmar que são todas crianças, mas há relatos orais de que há adultos neste cemitério... Vamos colocar nomes nessas sepulturas não marcadas.

Em 30 de junho de 2021, a Lower Kootenay Band relatou 182 sepulturas não marcadas perto da Kootenay Indian Residential School em Cranbrook, Colúmbia Britânica.

## Autogestão e fechamento de escolas
Quando o governo revisou a Indian Act nas décadas de 1940 e 1950, algumas comunidades indígenas, juntamente com organizações indígenas regionais e nacionais, desejaram manter escolas em suas comunidades. As motivações para apoiar as escolas incluíam seu papel como serviço social em comunidades que sofriam com rupturas familiares extensas; a importância das escolas como empregadoras; e a inadequação de outras oportunidades para que as crianças recebessem educação.

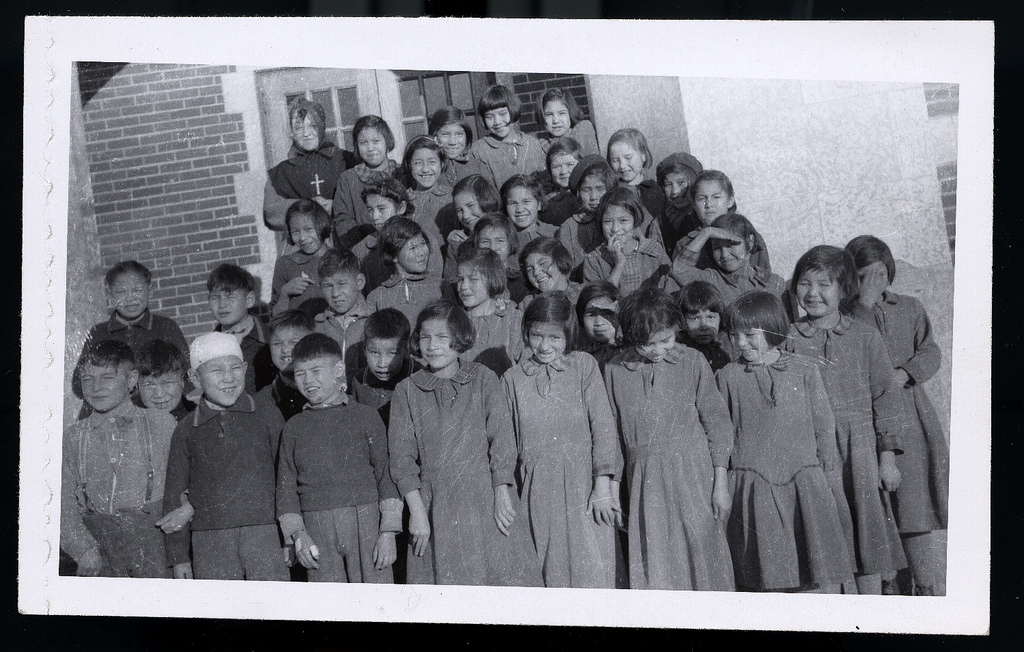
Estudantes da escola residencial Blue Quills em Alberta

Na década de 1960, um grande confronto ocorreu na Reserva Saddle Lake em Alberta. Após vários anos de condições deterioradas e mudanças administrativas, os pais protestaram contra a falta de transparência na Escola Indígena Blue Quills em 1969. Em resposta, o governo decidiu fechar a escola, converter o prédio em uma residência e matricular os alunos em uma escola pública a 5 quilômetros (3 mi) de distância, em St. Paul, Alberta.:84
O relatório da TRC referente a esse período afirma:
Temendo que seus filhos enfrentassem discriminação racial em St. Paul, os pais desejavam que a escola fosse transferida para uma sociedade privada que a administraria tanto como escola quanto como residência. O governo federal estava aberto a tal transferência se a organização das Primeiras Nações fosse estruturada como uma divisão escolar provincial. As Primeiras Nações rejeitaram isso, afirmando que a transferência da educação indígena para a autoridade provincial era uma violação dos direitos estabelecidos pelos Tratados.:84
No verão de 1970, membros da Saddle Lake Cree Nation ocuparam o prédio e exigiram o direito de administrá-lo por conta própria. Mais de 1.000 pessoas participaram do protesto de 17 dias, que durou de 14 a 31 de julho.:89–90 Seus esforços fizeram com que a Blue Quills se tornasse a primeira escola administrada por indígenas no país. Ela continua operando hoje como University nuhelotʼįne thaiyotsʼį nistameyimâkanak Blue Quills, a primeira universidade governada por indígenas no Canadá.
Após o sucesso do esforço da Blue Quills, a National Indian Brotherhood (NIB) lançou o documento de 1972 Indian Control of Indian Education, que respondeu, em parte, ao 1969 White Paper do governo canadense que pedia a abolição dos tratados de terras e da Indian Act. O documento ressaltava o direito das comunidades indígenas de orientar localmente como seus filhos deveriam ser educados e serviu como referência fundamental para a política educacional subsequente.
Poucas outras ex-escolas residenciais foram convertidas em escolas comunitárias operadas de forma independente para crianças indígenas. A White Calf Collegiate em Lebret, Saskatchewan, foi administrada pela Star Blanket Cree Nation de 1973 até seu fechamento em 1998, depois de ter sido dirigida pelos Oblatos de 1884 a 1969. O Old Sun Community College é administrado pela Siksika Nation em Alberta, em um edifício projetado pelo arquiteto Roland Guerney Orr. De 1929 a 1971, o edifício abrigou a escola residencial Old Sun, inicialmente administrada pelos anglicanos e assumida pelo governo federal em 1969. Foi convertida para educação de adultos e serviu como campus do Mount Royal College de 1971 a 1978, quando a Siksika Nation assumiu as operações. Em 1988, a Old Sun College Act foi aprovada na Assembleia Legislativa de Alberta, reconhecendo o Old Sun Community College como uma Faculdade das Primeiras Nações.

## Efeitos duradouros
Verificou-se que os sobreviventes das escolas residenciais e suas famílias sofrem de trauma histórico, com um efeito duradouro e adverso na transmissão da cultura indígena entre gerações. Um estudo de 2010, liderado por Gwen Reimer, explicou o trauma histórico, transmitido intergeracionalmente, como o processo pelo qual "o estresse cumulativo e a tristeza experimentados pelas comunidades aborígenes se traduzem em uma experiência coletiva de ruptura cultural e uma memória coletiva de impotência e perda".:x Esse trauma tem sido utilizado para explicar os persistentes impactos sociais e culturais negativos do domínio colonial e das escolas residenciais, incluindo a prevalência de abuso sexual, alcoolismo, dependência de drogas, violência lateral, doenças mentais e suicídio entre os povos indígenas.:10–11
O relatório nacional de 2012 do First Nations Regional Health Study constatou que os entrevistados que frequentaram as escolas residenciais tinham maior probabilidade, em comparação com aqueles que não frequentaram, de terem sido diagnosticados com pelo menos uma condição médica crônica. Uma amostra de 127 sobreviventes revelou que metade possui antecedentes criminais; 65 por cento foram diagnosticados com transtorno de estresse pós-traumático; 21 por cento foram diagnosticados com depressão maior; 7 por cento foram diagnosticados com transtorno de ansiedade; e 7 por cento foram diagnosticados com transtorno de personalidade borderline.
Em um artigo de 2014, a pesquisadora de psiquiatria anishinaabe Amy Bombay revisou estudos relacionados aos efeitos intergeracionais. Ela constatou que, "além dos efeitos negativos observados entre aqueles que frequentaram as escolas residenciais, evidências acumuladas sugerem que os filhos daqueles que frequentaram (descendentes de escolas residenciais) também estão em maior risco de apresentar bem-estar comprometido." 37,2% dos adultos com pelo menos um dos pais que frequentou um internato contemplaram cometer suicídio ao longo de suas vidas, em comparação com 25,7% das pessoas cujos pais não frequentaram escolas residenciais. Níveis mais elevados de sintomas depressivos e trauma psicológico foram evidentes entre os filhos dos sobreviventes das escolas residenciais indígenas.

### Perda de língua e cultura
Embora algumas escolas permitissem que os alunos falassem suas línguas indígenas, suprimir suas línguas e cultura foi uma tática fundamental para assimilar as crianças indígenas. Muitos alunos falavam fluentemente a língua de suas famílias quando ingressavam nas escolas residenciais. As escolas proibiam estritamente o uso dessas línguas, mesmo que muitos alunos falassem pouco ou nenhum inglês ou francês. Atividades tradicionais e espirituais, incluindo o potlatch e o Sun Dance, também foram proibidas. Alguns sobreviventes relataram terem sido amarrados ou forçados a comer sabão quando eram pegos falando sua própria língua. A incapacidade de se comunicar foi agravada pela impossibilidade de suas famílias falarem inglês ou francês. Ao deixar a escola residencial, alguns sobreviventes sentiram vergonha de serem indígenas, pois foram levados a ver suas identidades tradicionais como feias e sujas.:4, 83–87 Os sobreviventes também têm que lidar com os efeitos da linguicida cultural, definida como a perda da língua que, eventualmente, leva à perda da cultura.
O estigma criado pelo sistema de escolas residenciais contra os anciãos que transmitiam a cultura indígena para as gerações mais jovens tem sido associado à super-representação das línguas indígenas na lista de línguas em perigo no Canadá. A TRC observou que a maioria das 90 línguas indígenas que ainda existem está em risco de desaparecer, com os bisavós sendo os únicos falantes de muitas delas.:154
Concluiu-se que a falta de prioridade, tanto dos governos quanto das comunidades indígenas, na promoção do ensino e na preservação das línguas tradicionais garantiu que, apesar do fechamento das escolas residenciais, a erradicação da cultura indígena desejada por funcionários e administradores governamentais seria inevitavelmente consumada "através de um processo de negligência sistemática".:155 Além da erradicação forçada de elementos da cultura indígena, as escolas treinavam os alunos nas dicotomias patriarcais, então comuns na sociedade britânica e canadense e úteis às instituições estatais, como a domesticização das alunas, imbuindo valores de “ficar em casa”, e a militarização dos alunos do sexo masculino, por meio de uma regulação semelhante à dos soldados.  
No entanto, as crianças indígenas em internatos não foram desencorajadas e continuaram a falar e praticar sua língua na tentativa de mantê-la viva. A Professora Assistente de Comunicação Profissional, Jane Griffith, afirmou: "Previsivelmente, os textos governamentais do século XIX não revelam as estratégias que os povos indígenas utilizavam para manter suas línguas, da mesma forma que os relatos, a literatura e os testemunhos dos sobreviventes dos internatos indígenas dos séculos XX e XXI. Essa ausência pode exemplificar como os jornais escolares cuidadosamente criaram uma fantasia exclusiva em inglês para os leitores, mas também pode atestar o sucesso do sigilo dos alunos: talvez os documentos oficiais da escola não tenham informado que os alunos ainda dominavam as línguas indígenas, pois as escolas desconheciam isso. Relatórios governamentais, se lidos de forma contrapontual, eram mais esclarecedores quanto a como os alunos continuavam a falar sua língua, embora enquadrassem tal resistência como fracasso."

### Resistência indígena

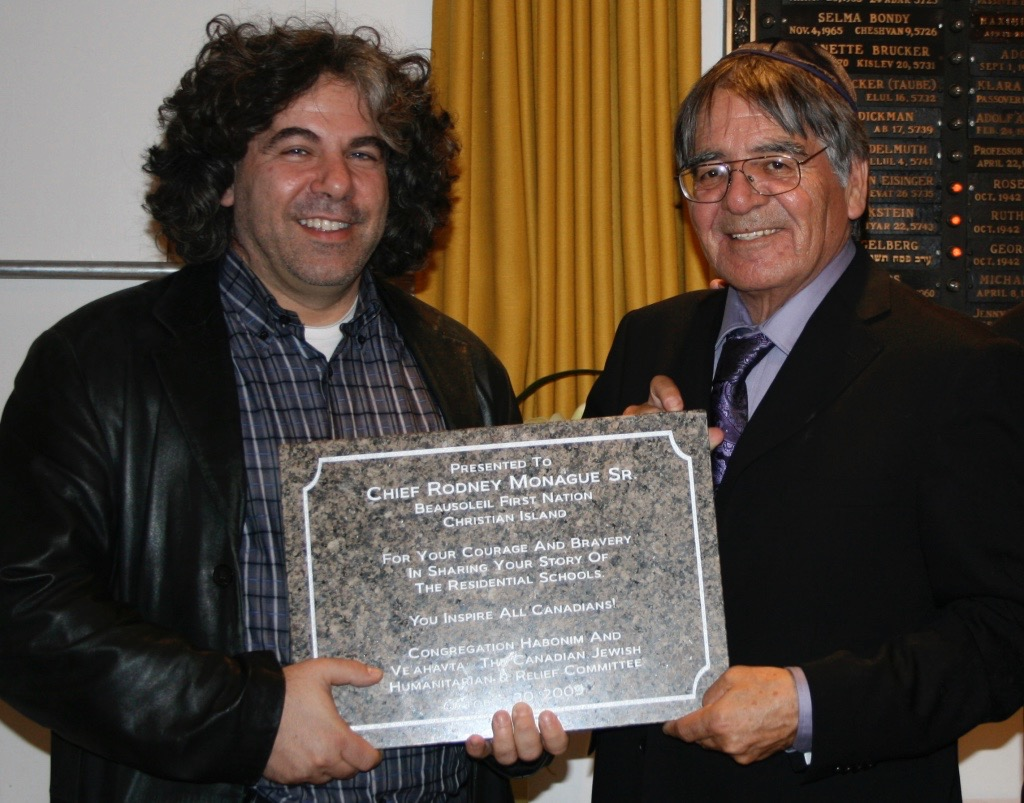
O Chefe Rodney Monague recebe uma placa de Avrum Rosensweig, em nome do Comitê Canadense Judaico de Ajuda Humanitária, 2009

Os internatos no Canadá visavam a assimilação dos estudantes indígenas. Os historiadores Brian Klopotek e Brenda Child explicam: "A educação para índios não era obrigatória no Canadá até 1920, muito depois de terem sido aprovadas as leis de frequência compulsória nos Estados Unidos, embora as famílias frequentemente resistissem a enviar seus filhos para os internatos. Muitos protestavam contra a falta de oportunidades educacionais decentes, mas o governo agiu pouco até depois da Primeira Guerra Mundial, quando os euro-canadenses começaram a reconhecer o tratamento discriminatório aos índios." A resistência indígena é definida, nas palavras da estudiosa-artista anishinaabe Leanne Simpson, como "uma reversão radical e completa das formações políticas do Estado-nação." Durante esse período, os povos indígenas encontraram maneiras de resistir a esse empreendimento colonial.
Aqueles que sobreviveram usaram seus conhecimentos para responder ao colonialismo, como explicam os historiadores Brian Klopotek e Brenda Child: "No Canadá, os resultados desse sistema foram mais complicados do que o governo antecipava. Frequentemente, os alunos retornavam às suas reservas para se tornarem líderes, enquanto outros ingressavam no mercado de trabalho e competiam com trabalhadores euro-americanos." O governo canadense ficou descontente com isso; como um ministro dos Assuntos Indígenas observou em 1897, "estamos educando esses índios para competir industrialmente com o nosso próprio povo, o que me parece ser um montante muito indesejável de dinheiro público." O governo, considerando a educação indígena como demasiadamente generosa, reduziu os serviços disponíveis para os povos das Primeiras Nações a partir de 1910 e passou a enfatizar escolas de baixo custo posteriormente.

## Pedidos de desculpas
O reconhecimento das injustiças cometidas pelo sistema de escolas residenciais começou na década de 1980.

### Igreja Unida do Canadá
Em 1986, o primeiro pedido de desculpas pelas escolas residenciais por qualquer instituição no Canadá foi feito pela United Church of Canada em Sudbury, Ontário. No 31º Conselho Geral de 1986, a Igreja Unida do Canadá respondeu ao pedido dos povos indígenas para que se desculpasse por seu papel na colonização e adotou o pedido. O Rev. Bob Smith afirmou:
Impusemos nossa civilização como condição para aceitar o evangelho. Tentamos fazer com que vocês se tornassem como nós e, ao fazer isso, ajudamos a destruir a visão que os fazia o que eram. Como resultado, vocês, e nós, somos mais pobres e a imagem do Criador em nós está distorcida, turva, e não somos o que Deus nos destinou a ser. Pedimos que nos perdoem e que caminhem conosco no Espírito de Cristo, para que nossos povos sejam abençoados e a criação de Deus seja curada.
Os anciãos presentes no Conselho Geral recusaram expressamente aceitar o pedido e optaram por recebê-lo, acreditando que mais trabalho deveria ser realizado. Em 1998, a igreja pediu desculpas de forma expressa pelo papel que desempenhou no sistema de escolas residenciais. Em nome da Igreja Unida do Canadá, o Rev. Presbítero Bill Phipps afirmou:
Peço desculpas pela dor e sofrimento que o envolvimento de nossa igreja no sistema de escolas residenciais indígenas causou. Estamos cientes dos danos que esse sistema cruel e mal concebido de assimilação perpetrou sobre os povos das Primeiras Nações do Canadá. Por isso, estamos verdadeiramente e humildemente arrependidos... Àqueles indivíduos que foram abusados física, sexual e mentalmente como estudantes das escolas residenciais indígenas nas quais estivemos envolvidos, ofereço nosso mais sincero pedido de desculpas. Vocês não fizeram nada de errado. Vocês foram e são vítimas de atos malignos que, sob quaisquer circunstâncias, não podem ser justificados ou desculpados... Estamos no meio de uma longa e dolorosa jornada enquanto refletimos sobre os clamores que não ouvimos ou não quisemos ouvir, e sobre como nos comportamos como igreja... comprometemo-nos a trabalhar para garantir que jamais usaremos novamente nosso poder como igreja para ferir os outros com atitudes de superioridade racial e espiritual. Oramos para que ouçam a sinceridade de nossas palavras hoje e que testemunhem a concretização de nosso pedido de desculpas em nossas ações futuras.
Crosby também comprometeu-se a "retomar aquela profunda confiança e solidariedade que constitui as famílias. Reconhecemos que o caminho após as feridas do passado pode ser longo e íngreme, mas nos comprometemos novamente a trilhar esse caminho junto aos Povos Indígenas."
Em 16 de maio de 1993, em Idaho, Peter Hans Kolvenbach, então Superior Geral da Sociedade de Jesus, emitiu um pedido de desculpas pelas ações dos jesuítas nas missões do Oeste e pelas "maneiras pelas quais a igreja foi insensível em relação aos costumes tribais, à língua e à espiritualidade de vocês... A Sociedade de Jesus lamenta os erros que cometeu no passado".
Em 2009, uma delegação de 40 representantes das Primeiras Nações do Canadá e vários bispos canadenses realizou uma reunião privada com o Papa Bento XVI para obter um pedido de desculpas pelos abusos ocorridos no sistema de escolas residenciais. O então líder da Assembleia das Primeiras Nações, o Grão-Chefe Phil Fontaine, do First Nations Summit na Colúmbia Britânica, e o Chefe Edward John da Tlʼaztʼen Nation estiveram presentes. A delegação indígena foi financiada pelo Indian and Northern Affairs Canada. Posteriormente, a Santa Sé divulgou uma expressão oficial de pesar pelo papel da igreja nas escolas residenciais e "a conduta deplorável de alguns membros da Igreja":
Sua Santidade [o Papa] enfatizou que atos de abuso não podem ser tolerados na sociedade. Ele orou para que todos os afetados experimentassem cura e encorajou os Povos das Primeiras Nações a continuarem avançando com renovada esperança.
Fontaine, um sobrevivente das escolas residenciais, afirmou posteriormente que sentiu a "dor e angústia" do papa e que o reconhecimento foi "importante para mim e era isso que eu procurava". Em entrevista à CBC News, Fontaine afirmou, a respeito do reconhecimento do papa sobre o sofrimento dos sobreviventes das escolas, "acho que, nesse sentido, houve aquele pedido de desculpas que certamente estávamos procurando." Muitos argumentam que a declaração do Papa Bento XVI não foi um pedido de desculpas completo. No Relatório de 2015 da Comissão de Verdade e Reconciliação do Canadá, a Ação 58 pediu que o papa emitisse um pedido de desculpas similar à carta pastoral de 2010 do Papa Bento XVI para a Irlanda, emitida a partir do Vaticano, mas que fosse proferido pelo papa em solo canadense.:7
Em 29 de maio de 2017, o Primeiro-Ministro Justin Trudeau pediu ao Papa Francisco que proferisse publicamente um pedido de desculpas a todos os sobreviventes do sistema de escolas residenciais, em vez da expressão de pesar emitida pelo Papa Bento XVI em 2009. Trudeau convidou o papa a proferir o pedido de desculpas no Canadá. Embora nenhum compromisso tenha sido assumido após a reunião, ele observou que o papa ressaltou seu compromisso vitalício de apoiar pessoas marginalizadas e seu interesse em trabalhar colaborativamente com Trudeau e os bispos canadenses para traçar um caminho a seguir.
Em 10 de junho de 2021, foi anunciada uma delegação de pessoas indígenas para se reunir com o papa ainda no ano, a fim de discutir o legado das escolas residenciais. Em 29 de junho, a delegação estava programada para ocorrer de 17 a 20 de dezembro de 2021, para cumprir as restrições globais de viagem devido à COVID-19. O arcebispo Richard Gagnon, presidente da Conferência Canadense dos Bispos Católicos, afirmou: "O que o Papa disse e fez na Bolívia é o que ele fará no Canadá."

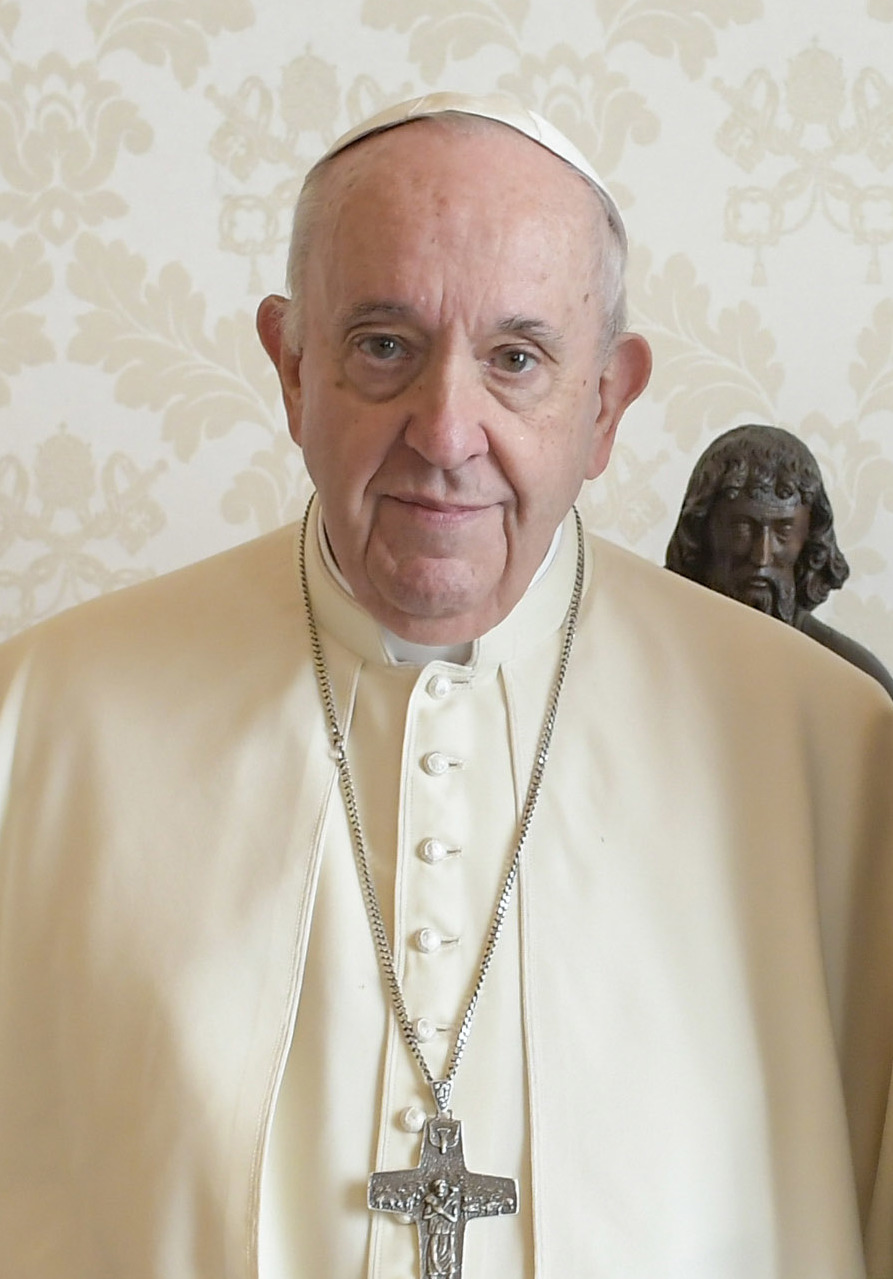
Papa Francisco

Em 24 de setembro de 2021, a Conferência Canadense dos Bispos Católicos emitiu um pedido formal de desculpas pelas escolas residenciais, afirmando: "Nós, os Bispos Católicos do Canadá, reunidos em plenário nesta semana, aproveitamos esta oportunidade para afirmar a vocês, os Povos Indígenas desta terra, que reconhecemos o sofrimento experienciado nas Escolas Residenciais Indígenas do Canadá. Muitas comunidades religiosas católicas e dioceses participaram deste sistema, que levou à supressão das línguas, da cultura e da espiritualidade indígenas, falhando em respeitar a rica história, tradições e sabedoria dos Povos Indígenas. Reconhecemos os graves abusos cometidos por alguns membros de nossa comunidade católica; físicos, psicológicos, emocionais, espirituais, culturais e sexuais."
A chefe da Assembly of First Nations, RoseAnne Archibald, afirmou sentir-se dividida, dizendo:
“Por um lado, o pedido de desculpas inequívoco é bem-vindo,
mas fiquei desapontada por os bispos não terem emitido um pedido formal para que o papa visitasse o Canadá pessoalmente.”
Os bispos católicos também afirmaram:
“Estamos totalmente comprometidos com o processo de cura e reconciliação. Juntamente com as muitas iniciativas pastorais já em andamento nas dioceses de todo o país, e como uma expressão tangível adicional deste compromisso contínuo, estamos nos comprometendo a realizar campanhas de arrecadação de fundos em cada região do país para apoiar iniciativas identificadas localmente com parceiros indígenas. Além disso, convidamos os Povos Indígenas a caminhar conosco rumo a uma nova era de reconciliação, ajudando-nos em cada uma de nossas dioceses a priorizar iniciativas de cura, a ouvir a experiência dos Povos Indígenas, especialmente dos sobreviventes das Escolas Residenciais Indianas, e a educar nosso clero, os homens e mulheres consagrados, e os fiéis leigos, sobre as culturas e a espiritualidade indígenas. Comprometemo-nos a continuar o trabalho de fornecer documentação ou registros que auxiliarão na memorialização daqueles enterrados em túmulos sem marcação.”
Os bispos também afirmaram:
“O Papa Francisco encontrará e ouvirá os participantes indígenas, a fim de discernir como ele pode apoiar nosso desejo comum de renovar os relacionamentos e caminhar juntos pelo caminho da esperança nos próximos anos.”
Em 1º de abril de 2022, durante uma reunião entre uma delegação de representantes das Primeiras Nações e o papa no Vaticano, o Papa Francisco pediu desculpas pela conduta de alguns membros da Igreja Católica Romana no sistema de escolas residenciais indianas do Canadá.

O Papa Francisco disse:
“Também sinto vergonha … tristeza e vergonha pelo papel que vários católicos, particularmente aqueles com responsabilidades educacionais, tiveram em todas essas coisas que feriram vocês, pelos abusos que sofreram e pela falta de respeito demonstrada em relação à sua identidade, sua cultura e até mesmo seus valores espirituais. Pela conduta deplorável desses membros da Igreja Católica, peço o perdão de Deus e quero dizer a vocês, de todo o coração, que sinto muito. E, junto com meus irmãos, os bispos canadenses, peço o vosso perdão.”
Durante uma peregrinação penitencial ao oeste do Canadá em julho de 2022, o Papa Francisco reiterou os pedidos de desculpas da Igreja Católica, com a presença de centenas de pessoas indígenas e autoridades governamentais, pelo papel de seus membros na administração de muitas das escolas residenciais em nome do governo e pelos abusos cometidos por padres católicos e freiras religiosas.

No discurso apologético do Papa, proferido em Maskwacis, o Chefe Wilton Littlechild expressou esperança para o futuro, dizendo:
“Você [Papa Francisco] disse que vem como peregrino, buscando caminhar conosco pelo caminho da verdade, justiça, cura, reconciliação e esperança. Nós o recebemos de braços abertos para se juntar a nós nesta jornada... esperamos sinceramente que nosso encontro desta manhã, e as palavras que você compartilha conosco, ressoem com uma verdadeira cura e esperança real por muitas gerações futuras.”
Murray Sinclair, o ex-presidente da Comissão de Verdade e Reconciliação, considerou o pedido de desculpas “insultantemente insuficiente”.
J.J. McCullough, escrevendo no The Washington Post, afirmou que “era comum reclamar que o pedido de desculpas do Papa não foi um pedido institucional de desculpas da Igreja como um todo”.

### Anglicana
Eu aceito e confesso diante de Deus e de vocês, nossas falhas nas escolas residenciais. Nós falhamos com vocês. Nós falhamos conosco mesmos. Nós falhamos com Deus.
Sinto muito, mais do que posso expressar, por termos sido parte de um sistema que tirou você e seus filhos de casa e da família.
Sinto muito, mais do que posso expressar, por termos tentado refazer vocês à nossa imagem, retirando de vocês sua língua e os sinais de sua identidade.
Sinto muito, mais do que posso expressar, que em nossas escolas tantos foram abusados física, sexual, cultural e emocionalmente.
Em nome da Igreja Anglicana do Canadá, apresento nosso pedido de desculpas.

Arcebispo Michael Peers, Um Passo ao Longo do Caminho
Em 6 de agosto de 1993, na Convocação Nacional Indígena em Minaki, Ontário, o Arcebispo Michael Peers pediu desculpas aos ex-alunos das escolas residenciais em nome da Igreja Anglicana do Canadá.

Quase 30 anos depois, entre abril e maio de 2022, Justin Welby, o Arcebispo de Canterbury, o bispo sênior e um dos principais líderes da Igreja da Inglaterra e chefe cerimonial da Comunhão Anglicana mundial, realizou uma visita de cinco dias ao Canadá, durante a qual pediu desculpas pelo “terrível crime” que, segundo ele, a Igreja Anglicana cometeu ao administrar as escolas residenciais e pelos “pecados graves” da Igreja da Inglaterra contra os povos indígenas do Canadá. Ele continuou:
“Sinto muito que a Igreja tenha participado da tentativa — a tentativa fracassada, pois vocês se elevaram acima dela e a conquistaram — de desumanizar e abusar daqueles que deveríamos ter acolhido como irmãos e irmãs.”

### Presbiteriana
Em 9 de junho de 1994, a Igreja Presbiteriana no Canadá adotou uma confissão em sua 120ª Assembleia Geral em Toronto no dia 5 de junho, reconhecendo seu papel nas escolas residenciais e buscando o perdão. A confissão foi apresentada em 8 de outubro durante uma cerimônia em Winnipeg.
“Também pedimos perdão aos povos aborígenes. O que ouvimos, reconhecemos. Esperamos que aqueles a quem prejudicamos com uma ferida profunda demais para ser descrita aceitem o que temos a dizer. Com a orientação de Deus, nossa Igreja buscará oportunidades de caminhar com os povos aborígenes para encontrar cura e plenitude juntos como povo de Deus.”

### Governo canadense

#### Royal Canadian Mounted Police
Em 2004, imediatamente antes de assinar o primeiro Protocolo de Segurança Pública com a Assembly of First Nations, o Comissário da Royal Canadian Mounted Police (RCMP), Giuliano Zaccardelli, emitiu um pedido de desculpas em nome da RCMP por seu papel no sistema de escolas residenciais indianas:
“Nós, eu, como Comissário da RCMP, estamos verdadeiramente arrependidos pelo papel que desempenhamos no sistema de escolas residenciais e pelos abusos que ocorreram no sistema.”

#### Gabinete Federal
Após o Acordo de Liquidação das Escolas Residenciais Indianas ter sido aceito pelo Primeiro-Ministro Paul Martin e seu ministério em 2005, ativistas exigiram que o sucessor de Martin, o Primeiro-Ministro Stephen Harper, se desculpasse. O Gabinete, liderado por Harper, recusou, afirmando que um pedido de desculpas não fazia parte do acordo.

Em 1º de maio de 2007, o Membro do Parlamento Gary Merasty, da Peter Ballantyne Cree Nation, apresentou uma moção por um pedido de desculpas, que foi aprovada por unanimidade.

Em 11 de junho de 2008, Harper emitiu um pedido de desculpas simbólico
 em nome do Gabinete vigente pelas políticas dos ministérios anteriores de assimilação. Harper proferiu o discurso na Câmara dos Comuns; foi utilizado o dispositivo processual de um comitê de todo o parlamento para que os líderes indígenas, que não eram membros do parlamento, pudessem responder ao pedido de desculpas no plenário.

O pedido de desculpas de Harper excluiu Terra Nova e Labrador com base no argumento de que o 28º Ministério Canadense não deveria ser responsabilizado por ações pré-Confederação. As escolas residenciais em Terra Nova e Labrador estavam localizadas em St. Anthony, Cartwright, North West River, Nain e Makkovik. Essas escolas eram administradas pela International Grenfell Association e pelos Missionários Moravianos Alemães.
O governo argumentou que, por essas escolas não terem sido criadas sob os auspícios da Lei dos Índios, elas não eram verdadeiras escolas residenciais. Mais de 1.000 ex-alunos discordaram e ingressaram com uma ação coletiva contra o governo por compensação em 2007. Quando o processo foi resolvido em 2016, quase uma década depois, dezenas de demandantes já haviam falecido. Advogados esperavam que até 900 ex-alunos fossem compensados.
O Primeiro-Ministro Justin Trudeau proferiu um pedido de desculpas aos ex-alunos Innu, Inuit e NunatuKavut e às suas famílias em Happy Valley-Goose Bay, Labrador.
Ele reconheceu que os estudantes sofreram múltiplas formas de abuso, relacionando seu tratamento ao pensamento colonial que moldou o sistema escolar.

O pedido de desculpas de Trudeau foi recebido em nome dos sobreviventes das escolas residenciais por Toby Obed, que considerou o pedido de desculpas como uma parte fundamental do processo de cura que conectou os sobreviventes de Terra Nova e Labrador com os participantes escolares de todo o país.
Os membros da nação Innu foram menos receptivos, rejeitando o pedido de desculpas antes da cerimônia.
O Grão-Chefe Gregory Rich afirmou, em um comunicado divulgado, que “não está satisfeito que o Canadá ainda entenda o que fez aos Innu e o que continua fazendo”, indicando que os membros sentiram que mereciam um pedido de desculpas por mais do que suas experiências nas escolas residenciais.

#### Provincial
O então Premier de Manitoba Greg Selinger tornou-se, em 18 de junho de 2015, o primeiro político a emitir um pedido de desculpas pelo papel dos gabinetes anteriores no Sixties Scoop.
Ações coletivas foram movidas contra os governos de Saskatchewan, Manitoba e Ontário pelos danos causados às vítimas do esquema de adoção em larga escala que viu milhares de crianças indígenas serem retiradas à força de seus pais na década de 1960.

Líderes indígenas responderam insistindo que, embora os pedidos de desculpas fossem bem-vindos, ações — incluindo um pedido de desculpas federal, reunificação de famílias, compensação e aconselhamento para as vítimas — devem acompanhar as palavras para que tenham um significado real.

A então Premier de Alberta, Rachel Notley, emitiu um pedido de desculpas como declaração ministerial em 22 de junho de 2015, na tentativa de começar a abordar os erros cometidos pelos ministérios anteriores da província contra os povos indígenas de Alberta e do restante do Canadá.

Simultaneamente, Notley pediu ao Governo do Canadá que realizasse uma investigação sobre as mulheres indígenas desaparecidas e assassinadas no Canadá. A Premier também declarou sua intenção de que o governo estabeleça relações com os líderes provinciais das comunidades indígenas e buscou alterar o currículo provincial para incluir a história da cultura indígena.
Na Assembleia Legislativa de Ontário, em 30 de maio de 2016, a então Premier de Ontário, Kathleen Wynne, pediu desculpas em nome do Conselho Executivo de Ontário pelos danos causados nas escolas residenciais.
Afirmando o compromisso de Ontário com a reconciliação com os povos indígenas, ela reconheceu o sistema escolar como “um dos capítulos mais vergonhosos da história canadense”.

#### Pedidos para que a monarca se desculpe
O Conselho Tribal Manitoba Keewatinook Ininew Okimowin, representando 30 comunidades indígenas do norte de Manitoba, solicitou em 21 de fevereiro de 2008 que a Rainha Elizabeth II se desculpasse pelas escolas residenciais no Canadá. O Grão-Chefe do conselho, Sydney Garrioch, enviou uma carta com esse pedido para o Palácio de Buckingham.

Em Winnipeg, no Dia do Canadá, 1 de julho de 2021, a estátua de Rainha Vitória em frente ao Edifício Legislativo de Manitoba e a de Rainha Elizabeth II no jardim da Government House foram vandalizadas e derrubadas; a cabeça da estátua de Rainha Vitória foi removida e jogada no Rio Assiniboine.
Após este evento, a professora associada de sociologia da Universidade de Winnipeg, Kimberley Ducey, pediu que a Rainha Elizabeth II se desculpasse pelo papel da monarquia britânica na criação das escolas residenciais.

Embora soberanos desde George III tenham tido seus poderes restringidos pelos princípios da monarquia constitucional e do governo responsável, isso significa que eles não tinham responsabilidade direta na política das escolas residenciais.

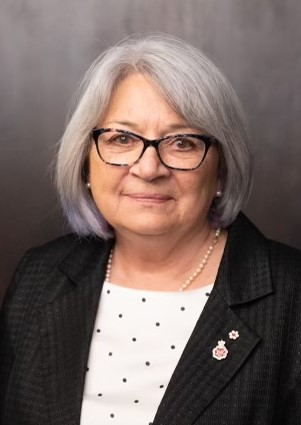
A Governadora Geral Mary Simon, que é Inuk, é a primeira pessoa indígena a ser nomeada para o cargo viceregal

No primeiro Dia Nacional da Verdade e Reconciliação do Canadá, em 30 de setembro de 2021, Elizabeth, na qualidade de Rainha do Canadá, afirmou que:
“Se uno a todos os canadenses ... para refletir sobre a dolorosa história que os povos indígenas sofreram nas escolas residenciais no Canadá e sobre o trabalho que resta para curar e continuar a construir uma sociedade inclusiva.”

No mesmo ano, a Rainha nomeou Mary Simon para representá-la como governadora geral; Simon é a primeira pessoa indígena a ocupar o cargo.

Em seu primeiro discurso durante a turnê real em 2022, o Príncipe Charles, Prince of Wales (filho mais velho de Elizabeth II e então herdeiro da Coroa Canadense) afirmou que era um “momento importante, com os povos indígenas e não indígenas de todo o Canadá comprometendo-se a refletir honestamente e abertamente sobre o passado, e a forjar um novo relacionamento para o futuro”.

Os príncipes e sua esposa, Camilla, Duchess of Cornwall, participaram de momentos de reflexão e oração, primeiro com a Lieutenant Governor of Newfoundland and Labrador Judy Foote e líderes indígenas no Heart Garden — local que havia sido inaugurado nos terrenos da Government House provincial em 2019, em memória dos ex-alunos das escolas residenciais — e, dois dias depois, no Cerimonial Circle na comunidade Dene de Dettah, Territórios do Noroeste,

onde também participaram de uma oração de abertura, de um círculo de tambores e de uma cerimônia de acender o fogo.

Elisabeth Penashue, uma anciã da Primeira Nação Innu Sheshatshiu, afirmou que era “realmente importante que eles ouvissem nossas histórias”.
Em uma recepção organizada pela Governadora Geral em Rideau Hall, em Ottawa, RoseAnne Archibald, Chefe Nacional da Assembly of First Nations, apelou diretamente ao Príncipe por um pedido de desculpas da Rainha, na qualidade de monarca e chefe da Igreja da Inglaterra, pelos atos injustos cometidos no passado pela Coroa e pela igreja em relação aos povos indígenas. (O Arcebispo de Canterbury já havia pedido desculpas em nome da Igreja da Inglaterra em abril daquele ano.) Archibald afirmou que o Príncipe “reconheceu” as falhas dos governos canadenses na gestão da relação entre a Coroa e os povos indígenas, o que ela disse “realmente significou algo”.

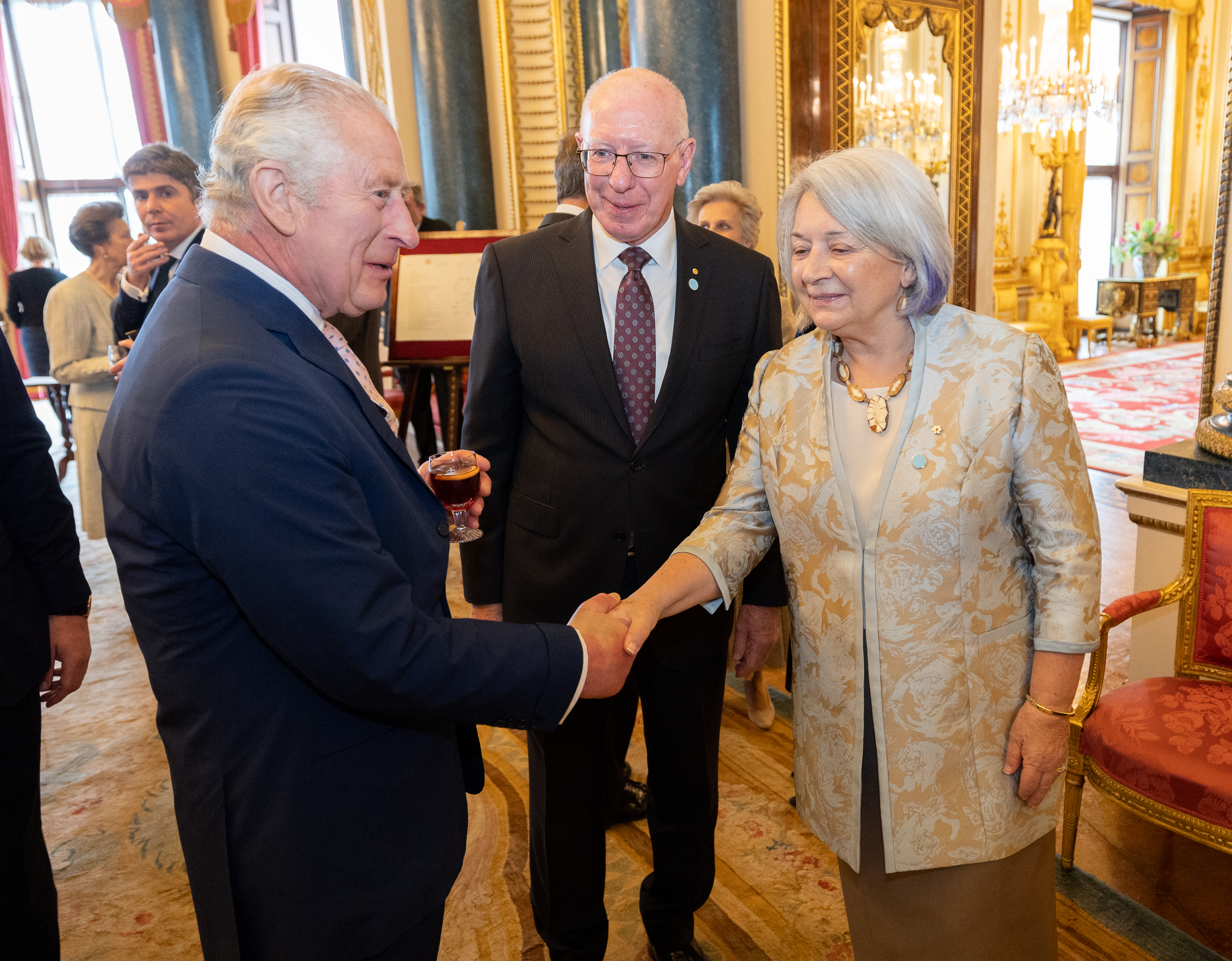
Numa recepção em Buckingham Palace, no dia anterior à sua coroação, 5 de maio de 2023, o Rei Charles III (à esquerda, em primeiro plano) encontra-se com a Governadora Geral Mary Simon, que é a primeira pessoa indígena a ser nomeada para o cargo viceregal

A Rainha Elizabeth II faleceu em 8 de setembro de 2022, ocasião em que Charles ascendeu ao trono canadense. Dois dias antes da coroação de Charles em 6 de maio de 2023,

Simon organizou uma reunião entre ela mesma, o Rei, Archibald, a Presidente do Conselho Nacional Métis, Cassidy Caron, e o Presidente do Inuit Tapiriit Kanatami, Natan Obed, todos os quais também compareceram à coroação. Posteriormente, Caron relatou que levantou a questão do reconhecimento dos sobreviventes das escolas residenciais Métis, que não foram incluídos no Acordo de Liquidação das Escolas Residenciais Indianas e não receberam um pedido de desculpas simbólico do primeiro-ministro. Archibald afirmou que continuava esperançosa de que o Rei se desculpasse pela colonização e pelo papel da Igreja da Inglaterra no sistema de escolas residenciais.

Simon disse à CTV News que não tinha certeza de que haveria um pedido de desculpas e que atribuía mais valor à ação, elaborando:
“Um pedido de desculpas são palavras, e faz as pessoas se sentirem bem e lidar com seu trauma até certo ponto. Mas, se não houver nenhuma ação depois disso, permanece estático.”

### Universidades
Em 27 de outubro de 2011, o reitor da Universidade de Manitoba, David Barnard, pediu desculpas à TRC pelo papel da instituição na formação de pessoas que operavam o sistema de escolas residenciais. O Winnipeg Free Press considerou que foi a primeira vez que uma universidade canadense se desculpou por ter desempenhado um papel nas escolas residenciais.

Em 9 de abril de 2018, a Universidade da Colúmbia Britânica (UBC) inaugurou o Centro de História e Diálogo das Escolas Residenciais Indianas como um complemento na Costa Oeste ao Centro Nacional para a Verdade e Reconciliação em Winnipeg. Na inauguração, o reitor da UBC, Santa Ono, pediu desculpas às vítimas das escolas residenciais e a autoridades, incluindo o Grão-Chefe Edward John e a Ministra da Justiça do Canadá, Jody Wilson-Raybould. Ono pediu desculpas pelo treinamento que a UBC ofereceu a formuladores de políticas e administradores que operaram o sistema e afirmou:
> “Em nome da universidade e de todas as suas pessoas, peço desculpas a todos vocês que são sobreviventes das escolas residenciais, a suas famílias e comunidades e a todos os povos indígenas pelo papel que esta universidade desempenhou na perpetuação desse sistema... Pedimos desculpas pelas ações e inações de nossos predecessores e renovamos nosso compromisso de trabalhar com todos vocês por um futuro mais justo e equitativo.”

## Reconciliação

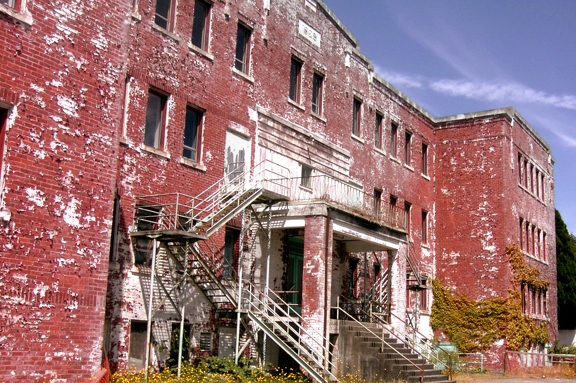
Ex-Escola Residencial St. Michael's em Alert Bay, Colúmbia Britânica. Anteriormente situada no território tradicional da ‘Namgis First Nation, foi demolida em fevereiro de 2015.

No verão de 1990, os Mohawks de Kanesatake, Quebec confrontaram o governo sobre sua falha em honrar as reivindicações de terra indígenas e reconhecer o território tradicional dos Mohawks em Oka, Quebec. Conhecida pelos meios de comunicação como a Crise de Oka, a disputa territorial provocou uma discussão crítica sobre a complacência do governo canadense em relação às comunidades indígenas e às respostas às suas preocupações.
A ação levou o então Primeiro-Ministro Brian Mulroney a enfatizar quatro responsabilidades do governo: “resolver as reivindicações territoriais; melhorar as condições econômicas e sociais nas reservas; definir uma nova relação entre os povos aborígenes e os governos; e abordar as preocupações dos povos aborígenes do Canadá na vida contemporânea canadense.”:240
As ações dos membros da comunidade Mohawk levaram, em parte, juntamente com objeções de líderes indígenas em relação ao Acordo de Meech Lake, à criação da Comissão Real sobre os Povos Aborígenes para examinar o status dos povos indígenas no Canadá. Em 1996, a Comissão Real apresentou um relatório final que incluiu pela primeira vez uma visão de reconciliação significativa e baseada em ações.
:239–240

### Projetos e iniciativas eclesiásticas
Em 1975, as Igrejas Anglicana, Católica Romana e Unida, juntamente com outras seis igrejas, formaram o Projeto Norte, posteriormente conhecido como a Coalizão dos Direitos Aborígenes (ARC), com o objetivo de “transformar a relação entre a sociedade canadense e os povos aborígenes.” Os objetivos da campanha foram:
- O reconhecimento dos direitos territoriais e dos tratados dos povos aborígenes no Canadá;
- Realizar os direitos históricos dos povos aborígenes conforme reconhecidos na constituição canadense e defendidos nos tribunais, incluindo o direito à autodeterminação;
- Reverter a erosão dos direitos sociais, incluindo o direito a moradia adequada, educação, assistência médica e sistemas legais apropriados;
- Buscar a reconciliação entre os povos aborígenes, a comunidade cristã e a sociedade canadense;
- Esclarecer a base moral e espiritual para a ação em direção à justiça aborígene e social no Canadá;
- Opor-se a projetos de desenvolvimento e militares que ameaçam as comunidades aborígenes e o meio ambiente; e
- Promover a justiça aborígene no âmbito do Jubilee.[172]

As igrejas também se envolveram em iniciativas de reconciliação, como o Programa Returning to Spirit: Cura e Reconciliação das Escolas Residenciais, um workshop que tem como objetivo unir pessoas indígenas e não indígenas por meio da discussão do legado das escolas residenciais e do estímulo à comunicação e ao desenvolvimento de um entendimento mútuo.
Em 2014, o governo federal deixou de contribuir com fundos para organizações de saúde indígenas, como a AHF e a National Aboriginal Health Organization. Desde então, tem havido mais pressão sobre as igrejas para manter sua participação ativa nesses esforços de cura.
Em 1992, a Igreja Anglicana do Canadá criou o Fundo de Cura Anglicano para a Cura e Reconciliação, para responder à necessidade contínua de cura relacionada às escolas residenciais.
De 1992 a 2007, o fundo financiou mais de 8 milhões de dólares para 705 projetos.
Em outubro de 1997, a Conferência Canadense dos Bispos Católicos (CCCB) concordou com o estabelecimento do Conselho para a Reconciliação, Solidariedade e Comunhão para o ano seguinte. Em 2007, o conselho tornou-se o Conselho Aborígine Católico Canadense. Em 30 de novembro de 1999, a CCCB assinou um acordo com a Assembly of First Nations, representada pelo Grão-Chefe Phil Fontaine.

Nos anos 2000, a Igreja Unida estabeleceu o Fundo de Justiça e Reconciliação para apoiar iniciativas de cura, e a Igreja Presbiteriana criou um Programa de Cura e Reconciliação.

### Compensação financeira
Em janeiro de 1998, o governo fez uma “declaração de reconciliação” – incluindo um pedido de desculpas àquelas pessoas que foram abusadas sexual ou fisicamente enquanto frequentavam as escolas residenciais – e estabeleceu a Fundação de Cura Aborígine (AHF). A fundação recebeu 350 milhões de dólares para financiar projetos de cura baseados na comunidade, abordando o legado dos abusos físicos e sexuais.

No orçamento de 2005, o governo canadense comprometeu mais 40 milhões de dólares para apoiar o trabalho da AHF.

O financiamento federal para a fundação foi cortado em 2010 pelo governo de Stephen Harper, deixando 134 iniciativas nacionais relacionadas à cura sem orçamento operacional.

A AHF foi encerrada em 2014. O ex-diretor executivo da AHF, Mike DeGagne, afirmou que a perda do apoio da AHF criou uma lacuna no enfrentamento de crises de saúde mental, como os suicídios na Attawapiskat First Nation.

Em junho de 2001, o governo criou o Indian Residential Schools Resolution Canada como um departamento governamental independente para gerenciar o arquivo das escolas residenciais. Em 2003, foi lançado o processo de Resolução Alternativa de Conflitos (ADR) como parte de um quadro de resolução nacional mais amplo, que incluía apoios de saúde, um componente de comemoração e uma estratégia para litígios.

Conforme explicado pela TRC, o ADR foi concebido como um “processo voluntário para a resolução de certas reivindicações de abuso sexual, abuso físico e confinamento forçado, sem a necessidade de recorrer ao processo de litígio civil”.
:564
Ele foi criado pelo governo canadense sem consulta às comunidades indígenas ou aos ex-alunos das escolas residenciais. O sistema ADR também tornava responsabilidade dos ex-alunos provar que o abuso ocorreu e foi intencional, resultando em ex-alunos achando o sistema difícil de navegar, re-traumatizante e discriminatório.

Em 2004, a Assembly of First Nations divulgou um relatório crítico do ADR, destacando, entre outras questões, a falha dos sobreviventes em receber automaticamente o valor integral da compensação sem litígio subsequente contra a igreja e a falha em compensar pela perda da família, da língua e da cultura.
:565
O Comitê Permanente da Câmara dos Comuns Canadense sobre Assuntos Indígenas e do Norte divulgou seu próprio relatório em abril de 2005, concluindo que o ADR era “um fracasso excessivamente custoso e aplicado de forma inadequada, para o qual a Ministra e seus funcionários não conseguiram apresentar uma defesa convincente”.
:566
Menos de um mês após a divulgação do relatório, uma decisão da Suprema Corte do Canadá concedeu aos frequentadores das escolas o direito de entrar com ações coletivas, o que, em última instância, levou a uma revisão governamental do processo de compensação.
:566
Em 23 de novembro de 2005, o governo canadense anunciou um pacote de compensação de 1,9 bilhão de dólares para beneficiar dezenas de milhares de ex-alunos. O Chefe Nacional da AFN, Phil Fontaine, afirmou que o pacote destinava-se a cobrir “décadas de tempo, inúmeros eventos e incontáveis ferimentos a indivíduos e comunidades das Primeiras Nações”.

O Ministro da Justiça, Irwin Cotler, aplaudiu a decisão de compensação, observando que a colocação de crianças no sistema de escolas residenciais foi “o ato único mais prejudicial, vergonhoso e racista de nossa história”.

Em uma coletiva de imprensa em Ottawa, a Vice-Primeira-Ministra Anne McLellan disse:
> “Cumprimos nossa determinação compartilhada de entregar o que acredito firmemente ser uma resolução justa e duradoura do legado das escolas indianas.”
O pacote de compensação levou ao Acordo de Liquidação das Escolas Residenciais Indianas (IRSSA), anunciado em 8 de maio de 2006 e implementado em setembro de 2007.

Na época, havia cerca de 86.000 vítimas vivas. O IRSSA incluía financiamento para a AHF, para a comemoração, para o apoio à saúde e para um programa de Verdade e Reconciliação, bem como um Pagamento por Experiência Comum (CEP) individual.

Qualquer pessoa que pudesse ser verificada como tendo residido em uma escola residencial indiana operada pelo governo federal no Canadá tinha direito a um CEP.
:44
O IRSSA também incluiu o Processo de Avaliação Independente (IAP), um processo de resolução extrajudicial, caso a caso, destinado a fornecer compensação por abuso sexual, físico e emocional. O processo do IAP foi baseado no programa ADR e todas as reivindicações do IAP feitas por ex-alunos são examinadas por um avaliador. O IAP ficou disponível para todos os ex-alunos das escolas residenciais em 19 de setembro de 2007. Os ex-alunos que sofreram abuso e desejavam buscar compensação tiveram que se inscrever por conta própria ou por meio de um advogado de sua escolha para serem considerados.

O prazo para se inscrever no IAP era 19 de setembro de 2012. Isso deu aos ex-alunos das escolas residenciais quatro anos a partir da data de implementação do IRSSA para se inscrever no IAP. As reivindicações envolvendo abuso físico e sexual foram compensadas em até 275.000 dólares.

Em 30 de setembro de 2016, o IAP havia resolvido 36.538 reivindicações e pago 3,1 bilhões de dólares em compensação.

O IRSSA também propôs um pagamento antecipado para os ex-alunos vivos que tivessem 65 anos ou mais em 30 de maio de 2005. O prazo para o recebimento do formulário de pagamento antecipado pelo IRSRC foi 31 de dezembro de 2006. Após um processo legal, incluindo uma análise do IRSSA pelos tribunais das províncias e territórios do Canadá, ocorreu um período de “desistência”. Durante esse tempo, os ex-alunos das escolas residenciais podiam rejeitar o acordo se não concordassem com suas disposições. Esse período de desistência terminou em 20 de agosto de 2007, com cerca de 350 ex-alunos optando por sair. O IRSSA foi o maior acordo de ação coletiva da história canadense. Em dezembro de 2012, um total de 1,62 bilhões de dólares foi pago a 78.750 ex-alunos, 98 por cento dos 80.000 elegíveis.

Em 2014, os fundos remanescentes do IRSSA oriundos dos CEPs foram oferecidos como créditos educacionais para os sobreviventes e suas famílias.

### Comissão de Verdade e Reconciliação

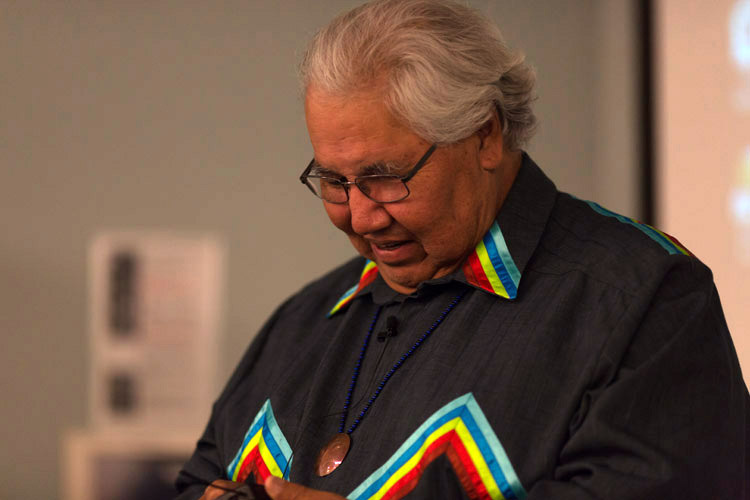
O juiz Murray Sinclair no Encontro e Conferência Shingwauk de 2015 na Universidade Algoma

Em 2008, foi criada a Comissão de Verdade e Reconciliação (TRC) para percorrer o Canadá coletando os testemunhos de pessoas afetadas pelo sistema de escolas residenciais. Cerca de 7.000 povos indígenas contaram suas histórias.

A TRC concluiu em 2015 com a publicação de um relatório de seis volumes, com mais de 4.000 páginas, detalhando os testemunhos dos sobreviventes e documentos históricos da época. Isso resultou na criação do Centro Nacional para a Verdade e Reconciliação.

O resumo executivo da TRC concluiu que a assimilação equivaleu a genocídio cultural.:1
A ambiguidade da formulação permitiu a interpretação de que também ocorreram genocídio físico e biológico. A TRC não foi autorizada a concluir que houve genocídio físico e biológico, pois tal constatação implicaria uma responsabilidade legal do governo canadense que seria difícil de provar. Como resultado, o debate sobre se o governo canadense também cometeu genocídio físico e biológico contra as populações indígenas permanece em aberto.

Entre os 94 Chamados à Ação que acompanharam a conclusão da TRC, houve recomendações para garantir que todos os canadenses sejam educados e tomem conhecimento do sistema de escolas residenciais.:175–176
O juiz Murray Sinclair explicou que as recomendações não visavam exclusivamente estimular a ação governamental, mas sim um movimento coletivo em direção à reconciliação, no qual todos os canadenses têm um papel a desempenhar:
> “Muitos dos nossos elementos, muitas das nossas recomendações e muitos dos Chamados à Ação são, na verdade, direcionados à sociedade canadense.”
A preservação da documentação do legado das escolas residenciais também foi destacada como parte dos Chamados à Ação da TRC. Grupos comunitários e outros interessados têm argumentado, de maneiras diversas, tanto pela documentação quanto pela destruição de evidências e testemunhos dos abusos nas escolas residenciais.

Em 4 de abril de 2016, a Corte de Apelação de Ontário decidiu que os documentos relativos aos acordos do IAP serão destruídos em 15 anos, caso os reclamantes individuais não solicitem que seus documentos sejam arquivados. Essa decisão foi contestada tanto pela TRC quanto pelo governo federal, mas defendida por representantes religiosos.

Em março de 2017, Lynn Beyak, uma senadora conservadora do Senado do Canadá e membro do Comitê Permanente de Assuntos Indígenas, expressou desaprovação pelo relatório final da TRC, afirmando que ele havia omitido os aspectos positivos das escolas residenciais.

A Igreja Anglicana também levantou preocupações, afirmando em um comunicado co-assinado pelos bispos Fred Hiltz e Mark MacDonald:
“Não houve nada de bom em crianças desaparecerem sem que se registrasse um boletim. Não houve nada de bom em enterrar crianças em túmulos sem marcação, longe de suas casas ancestrais.”
Em resposta, a liderança do Partido Conservador removeu Beyak do comitê do Senado, ressaltando que seus comentários não estavam alinhados com as visões do partido.

#### Iniciativas educacionais

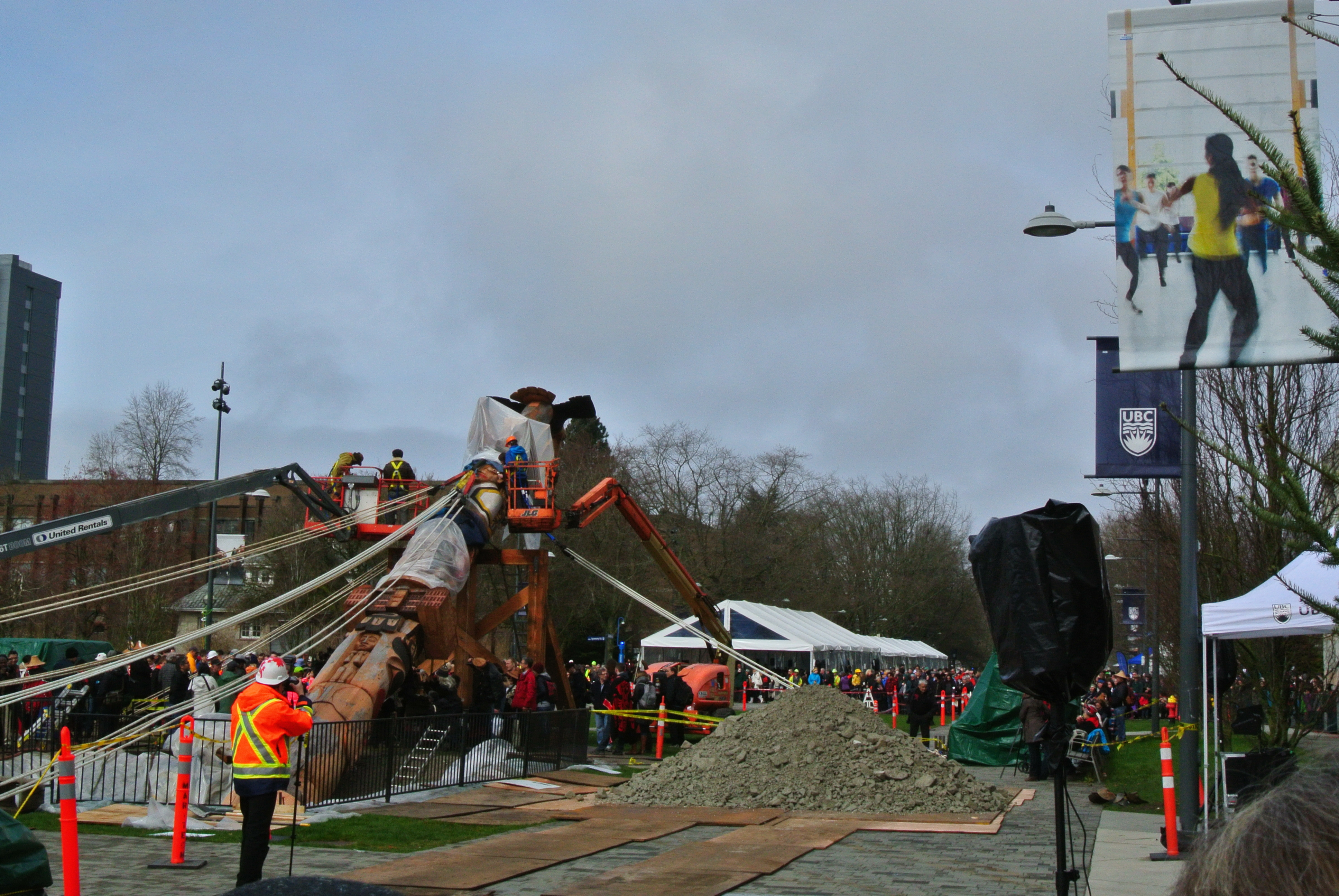
Elevação do Poste de Reconciliação no campus da UBC em Vancouver

O conhecimento ou a conscientização sobre o sistema de escolas residenciais ou seus abusos é baixo entre os canadenses. Uma pesquisa de 2020 sugeriu que quase metade dos canadenses nunca aprendeu sobre as escolas residenciais quando eram estudantes, com 34% daqueles que foram ensinados pelos professores recebendo uma avaliação positiva.

Outra pesquisa realizada em 2021 mostrou que apenas 10% dos canadenses estavam muito familiarizados com a história do sistema de escolas residenciais e que 68% afirmam não estar cientes da gravidade dos abusos ou ficaram completamente chocados com isso, e que tantas crianças poderiam morrer.

A maioria dos canadenses acredita que os currículos educacionais provinciais não incluem o suficiente sobre as escolas residenciais, que o nível de educação deveria aumentar e que a forma como o sistema de escolas residenciais foi enquadrado foi minimizada no sistema educacional.

Para muitas comunidades, os edifícios que anteriormente abrigavam escolas residenciais são um lembrete traumático do legado do sistema; a demolição, a designação como patrimônio e a possibilidade de incorporar esses locais ao processo de cura têm sido discutidas.
Em julho de 2016, foi anunciado que o edifício da antiga Escola Residencial do Instituto Mohawk seria convertido em um centro educacional com exposições sobre o legado das escolas residenciais. O Ministro das Relações Indígenas e da Reconciliação de Ontário, David Zimmer, afirmou:
“Sua presença será sempre um lembrete da colonização e do racismo do sistema de escolas residenciais; um dos capítulos mais sombrios da história canadense.”
Esforços de reconciliação também foram realizados por várias universidades canadenses. Em 2015, a Lakehead University e a University of Winnipeg introduziram a exigência de um curso obrigatório para todos os estudantes de graduação, com foco na cultura e história indígenas.

No mesmo ano, a University of Saskatchewan sediou um fórum nacional de dois dias, no qual administradores universitários, acadêmicos e membros de comunidades indígenas discutiram como as universidades canadenses podem e devem responder aos Chamados à Ação da TRC.

Em 1º de abril de 2017, um poste de 17
-metro (56 pé), intitulado “Poste de Reconciliação”, foi erguido no campus da Universidade da Colúmbia Britânica (UBC) em Vancouver. Esculpido por um mestre entalhador Haida e chefe hereditário, 7idansuu (/ʔiː.dæn.suː/ (Edenshaw), James Hart, o poste conta a história do sistema de escolas residenciais antes, durante e depois de sua operação. Apresenta milhares de pregos de cobre, usados para representar as crianças que morreram nas escolas residenciais canadenses, e representações dos sobreviventes das escolas residenciais esculpidas por artistas de diversas comunidades indígenas, incluindo o diretor canadense Inuk Zacharias Kunuk, o artista Maliseet Shane Perley-Dutcher, e a artista Coast Salish Muqueam Susan Point.

Em outubro de 2016, o cantor e compositor canadense Gord Downie lançou Secret Path, um álbum conceitual sobre a fuga e morte de Chanie Wenjack. A obra foi acompanhada por um romance gráfico e um filme de animação, exibido na CBC Television. Os rendimentos foram destinados ao Centro Nacional para a Verdade e Reconciliação da Universidade de Manitoba. Após sua morte em outubro de 2017, o irmão de Downie, Mike, disse estar ciente de que 40.000 professores haviam utilizado o material em suas salas de aula, e esperava continuar com essa iniciativa.

Em dezembro de 2017, Downie foi postumamente nomeado Canadian Newsmaker of the Year pela Canadian Press, em parte por causa de seu trabalho com esforços de reconciliação para os sobreviventes das escolas residenciais.

### Dia Nacional da Verdade e Reconciliação
A 80ª chamada à ação da Comissão de Verdade e Reconciliação foi para que o governo designasse um Dia Nacional da Verdade e Reconciliação, que se tornaria um feriado estatutário para honrar os sobreviventes, suas famílias e comunidades. Em agosto de 2018, o governo anunciou que estava considerando três datas possíveis como o novo feriado nacional. Após consulta, o Dia da Camisa Laranja foi selecionado como o feriado.

O Dia da Camisa Laranja já existia antes dos esforços do governo para transformá-lo em feriado. O dia começou em 2013, quando, em uma reunião de ex-alunos de escolas residenciais, a sobrevivente Phyllis Jack Webstad contou sua história. Ela relatou como sua avó lhe comprou uma nova camisa laranja para ir à escola, e quando ela chegou à escola residencial, a camisa foi retirada dela e nunca mais devolvida.

Outros sobreviventes fundaram o Projeto SJM, e em 30 de setembro de 2013 — época do ano em que crianças indígenas eram retiradas para as escolas residenciais — incentivaram os estudantes das escolas da região a usarem uma camisa laranja em memória das vítimas do sistema de escolas residenciais.

A observância do feriado se espalhou rapidamente pelo Canadá, e em 2017 o governo canadense incentivou todos os canadenses a participarem da comemoração do Dia da Camisa Laranja.

Em 21 de março de 2019, Georgina Jolibois apresentou um projeto de lei de membro privado para tornar o Dia da Camisa Laranja um feriado estatutário; o projeto foi aprovado na Câmara dos Comuns, mas a próxima eleição foi convocada antes que o projeto pudesse ser aprovado pelo Senado e se tornar lei.

Após a eleição, Steven Guilbeault reintroduziu o projeto de lei para tornar o Dia da Camisa Laranja um feriado nacional estatutário.

Após a descoberta de 215 anomalias sem marcação nos terrenos da antiga Escola Residencial Indígena de Kamloops em 24 de maio de 2021, o Parlamento concordou em aprovar o projeto de lei por unanimidade, e o projeto recebeu o assentimento real em 3 de junho de 2021.

Durante o Dia Nacional da Verdade e Reconciliação de 2022, a Peace Tower em Parliament Hill, assim como edifícios por todo o Canadá, foram iluminados para homenagear aqueles afetados pelo sistema de escolas residenciais canadense. Eles foram iluminados em laranja durante toda a noite de 30 de setembro de 2022, das 19:00 até o nascer do sol.

### Universidades e iniciativas de reconciliação
Em 27 de outubro de 2011, o reitor da Universidade de Manitoba, David Barnard, pediu desculpas à TRC pelo papel da instituição na formação de pessoas que operavam o sistema de escolas residenciais. O Winnipeg Free Press considerou que foi a primeira vez que uma universidade canadense se desculpou por ter desempenhado um papel nas escolas residenciais.

Em 9 de abril de 2018, a Universidade da Colúmbia Britânica (UBC) inaugurou o Centro de História e Diálogo das Escolas Residenciais Indianas como um complemento na Costa Oeste ao Centro Nacional para a Verdade e Reconciliação em Winnipeg. Na inauguração, o reitor da UBC, Santa Ono, pediu desculpas às vítimas das escolas residenciais e a autoridades, incluindo o Grão-Chefe Edward John e a Ministra da Justiça do Canadá, Jody Wilson-Raybould. Ono pediu desculpas pelo treinamento que a UBC ofereceu a formuladores de políticas e administradores que operaram o sistema e afirmou:
“Em nome da universidade e de todas as suas pessoas, peço desculpas a todos vocês que são sobreviventes das escolas residenciais, a suas famílias e comunidades e a todos os povos indígenas pelo papel que esta universidade desempenhou na perpetuação desse sistema... Pedimos desculpas pelas ações e inações de nossos predecessores e renovamos nosso compromisso de trabalhar com todos vocês por um futuro mais justo e equitativo.”

## Leitura complementar
- The Truth and Reconciliation Commission of Canada (27 de julho de 2015). Final Report of the Truth and Reconciliation Commission of Canada, Volume One: Summary: Honouring the Truth, Reconciling for the Future By The Truth and Reconciliation Commission of Canada. [S.l.]: James Lorimer & Company. ISBN 978-1-4594-1067-1. OCLC 1050341078
- Commission de vérité et réconciliation du Canada (1 de janeiro de 2016). Canada's Residential Schools: The Legacy: The Final Report of the Truth and Reconciliation Commission of Canada, Volume 5. [S.l.]: McGill-Queen's Press - MQUP. ISBN 978-0-7735-9828-7. OCLC 1016880073
- Truth and Reconciliation Commission of Canada; Commission de vérité et réconciliation du Canada (2016). Canada's Residential Schools: The Métis Experience: The Final Report of the Truth and Reconciliation Commission of Canada, Volume 3. [S.l.]: McGill-Queen's University Press. ISBN 978-0-7735-9823-2. OCLC 1011662219
- Celia Haig-Brown (1 de julho de 2002). Resistance and Renewal: Surviving the Indian Residential School. [S.l.]: arsenal pulp press. ISBN 978-1-55152-335-4. OCLC 1037528107
- John S. Milloy (29 de março de 2017). A National Crime: The Canadian Government and the Residential School System 2 ed. [S.l.]: Univ. of Manitoba Press. ISBN 978-0-88755-519-0. OCLC 1017915611
- J.R. Miller (1 de janeiro de 2017). Residential Schools and Reconciliation: Canada Confronts its History. [S.l.]: University of Toronto Press. ISBN 978-1-4875-0218-8. OCLC 1008918958
- Larry Loyie; Wayne K. Spear; Constance Brissenden (2014). Residential Schools: With the Words and Images of Survivors. [S.l.]: Indigenous Education Press. ISBN 978-0-9939371-0-1. OCLC 892301622
- David B. MacDonald (1 de janeiro de 2019). Sleeping Giant Awakens: Genocide, Indian Residential Schools, and the Challenge of Conciliation. [S.l.]: University of Toronto Press. ISBN 978-1-4875-2269-8. OCLC 1057758506